# Alabama
Pour les articles homonymes, voir Alabama (homonymie).
L'Alabama (en anglais /ˌæləˈbæmə/) est un État du Sud des États-Unis ayant pour capitale Montgomery, et pour plus grande ville Birmingham. L'État compte 4 779 736 habitants en 2010, et la population est estimée à 5 108 468 habitants en 2023, répartie sur une superficie de 135 765 km2. L'État est le 24e du pays par sa population et le 30e par sa taille. Il est entouré par quatre États : le Mississippi à l'ouest, le Tennessee au nord, la Géorgie à l'est et la Floride au sud. Au nord de L'État se situe la partie sud des Appalaches, et une petite bande de territoire donne accès aux rives du golfe du Mexique. L'État comporte 67 comtés, il est emblématique du Sud profond et connu à ce titre comme le « Cœur de Dixie ». L'État conservateur se caractérise par une importance des traditions religieuses du protestantisme, et politique du conservatisme.
L'État tire son nom du alabama albamaaha, et du nom de la tribu des Alabamas, apparentée aux Creeks, et situés dans la haute vallée de l'Alabama. La région de l'Alabama se caractérise par un climat subtropical. Les Français y fondent la première colonie européenne de l'État à Mobile en 1702. Ils intègrent le territoire dans la province de Louisiane et mettent en place une économie de plantation (coton, tabac) fondée sur le recours à l'esclavage aux États-Unis. En 1763, la province rejoint la Floride occidentale britannique. À l'issue de la guerre anglo-américaine de 1812, l'Alabama adhère à l'Union le 14 décembre 1819 et en devient le 22e État. L'État fait sécession en 1861 et rejoint les États confédérés d'Amérique. Après la guerre de Sécession, l'Alabama est réadmis dans l'Union en 1868. Durant la fin du XIXe siècle et jusqu'à la Seconde Guerre mondiale, l'État voit sa population s'accroître grâce à l'industrialisation. Les tensions politiques et sociales générées par la ségrégation raciale aux États-Unis en font l'épicentre du mouvement américain des droits civiques, qui débute en Alabama avec le boycott des bus de Montgomery à la date du 1955-1956.
Jusqu'à la Seconde Guerre mondiale, l'Alabama comme beaucoup d'États du Sud connaît des problèmes de pauvreté en raison de la désorganisation de l'esclavage aux États-Unis. Durant les années qui suivent la guerre, l'Alabama s'affirme comme une puissance industrielle, qui développe l'industrie lourde (automobile, aciéries) et l'extraction de minerais. Aujourd'hui, le secteur bancaire, l'éducation, l'aéronautique et les nouvelles technologies constituent l'essentiel de son PIB. Comme la plupart des États du Sud, l'Alabama est un bastion du Parti républicain (États-Unis) depuis les années 1980. La peine de mort y est en vigueur.

## Origine du nom
Les Alabamas, une tribu Creeks, qui résidait à proximité de la confluence entre la Coosa (rivière) et la Tallapoosa (rivière) sur la partie nord de l'Alabama (rivière) ont donnés leur nom à l'État et sa rivière. Le mot Alabama proviendrait de la langue chacta et fut plus tard adopté comme nom par la tribu Alabama . L'orthographe du nom varie suivant les sources. Le premier usage connu proviendrait de trois occurrences lors de l'expédition d'Hernando de Soto de 1540 qui avec Garcilasso de la Vega utilisaient le terme Alibamo, tandis que le Chevalier de Elvas et Rodrigo Ranjel écrivaient respectivement Alibamu et Limamu. Au début de 1702, la tribu était connue par les Français comme les Alibamons et la rivière était appelée Rivière des Alibamons. L'origine du nom de l'État, issue des langues amérindiennes, est un élément partagé par environ 27 États.
Un article non signé paru dans le Jacksonville Republican le 27 juillet 1842 induit que le nom signifiait à son origine « Ici nous restons ». Cette proposition devint populaire durant les années 1850 grâce aux écrits d'Alexander Beaufort Meek. Les experts des langues muskogéennes n'ont pas pu confirmer cette traduction,. Il est communément accepté que le mot proviendrait des mots Choctaw alba (signifiant « plantes » ou « herbes ») et amo (signifiant « couper », ou « cueillir »),,. Le résultat de la traduction serait donc « nettoyeur de bosquets » ou « ramasseur d'herbes », ce qui peut faire référence au fait de créer des terrains pour faire des plantations ou à la collecte de plantes par les chamans.

## Histoire
Les Amérindiens ont vécu dans l'actuel territoire de l'Alabama dont on peut citer les Alibamas, (peuple éponyme de l'État), les Cherokees, les Chicachas, les Chactas (peuple) et les Koasati. Le commerce avec le nord-est via l'Ohio (rivière) s'étend pendant une période de 1000 av. J.-C., jusqu'à la colonisation européenne des Amériques. Les Français fondent la première colonie européenne de l'État avec l'établissement de Mobile (Alabama) en 1702. Ils intègrent la province de Louisiane à l'État et y fondent des plantations (coton, tabac) au moyen de l'esclavage aux États-Unis. L'État de l'Alabama est occupé par les français de 1702 à 1763, puis cédé aux colonies occidentales britanniques entre 1763 et 1780, jusqu'à la guerre anglo-américaine de 1812 et l'organisation du territoire du Mississippi américain. En 1720 la capitale de la Louisiane française est transférée de Mobile (Alabama) à Biloxi (Mississippi). En 1763 la Louisiane française à l'est du fleuve du Mississippi (fleuve) est cédée à la Grande-Bretagne. Après la guerre anglo-américaine de 1812 commence l'organisation du territoire du Mississippi à partir de territoires cédés par la Géorgie et la Caroline du Sud, et progressivement agrandi par l'adjonction de terres. En 1800 le territoire compte 5 750 habitants, dont 4 500 dans le Natchez District et 1 250 le long de la Tombigbee (rivière) à l'ouest de Mobile. Les vagues d'immigrations connues sur la période 1798-1812 sont plus significatives pour le Natchez District, placé sur le Mississippi, que pour l'Alabama.
Les deux États connaissent une forte croissance à la fin de la guerre anglo-américaine de 1812, portée par le boom des plantations de coton, commentée par l'historien Thomas D. Clark (en). Après la guerre de 1812, un total de 31 306 personnes dont 14 706 esclaves, vivent dans cinq comtés du Nord sur les États actuels du Mississippi (État), de l'Alabama et de la Louisiane. L'État actuel de l'Alabama compte à la cette époque un total de 38 000 habitants et esclaves . Trois fois moins peuplé que le Mississippi en 1810, l'Alabama comptera deux fois plus d'habitants que lui en 1830, grâce en particulier aux réfugiés français de Saint-Domingue en Amérique arrivés vers 1817.
Après la fin de la guerre anglo-américaine de 1812, plusieurs centaines de réfugiés de Saint-Domingue menés par deux généraux de Napoléon Ier fondent la Vine and Olive Colony, soit un territoire de 370 kilomètres carrés. La Vine and Olive Colony va ensuite devenir pionnière de l'histoire de la culture du coton. En 1819, l'État de l'Alabama est le 22e État à être admis dans l'Union. Les colons américains décident de maintenir l'esclavage, comme l'État voisin du Mississippi. Après 1820 se développe l'économie de la Black Belt qui repose sur l'esclavage aux États-Unis. D'après un recensement en date de 1860, les esclaves représentent 45 % de la population de l'État sur un total de 964 201 habitants.

### Sécession
L'État de l'Alabama fait sécession à l'Union en date du 11 janvier 1861. Durant la guerre de sécession, l'État confédéré de l'Alabama engage une unité de 120 000 soldats auprès des États confédérés d'Amérique. Un gouvernement provisoire est établi en 1865, après la défaite des États conférés. L'État de l'Alabama est réintégrée à l'Union en date de 1868. La période de Reconstruction (États-Unis) fait suite à la guerre de sécession, jusqu'à la mise en place de la ségrégation.

### Ségrégation
La nouvelle constitution de 1901 prive les afro-américains de leurs droits civiques et restreint le droit de vote. Dans les anciens comtés de la Black Belt, le nombre de votants enregistrés diminuent, mais les impôts sont maintenus. Au début du XXe siècle, l'industrie se développent dans les grandes villes du Nord des États-Unis. Durant la grande dépression agricole la croissance de la population de l'État de l'Alabama diminue de moitié, les afro-américains sont contraints à chercher du travail dans les villes industrielles. Dans le même temps, beaucoup de blancs et de noirs, anciennement agriculteurs, s'installent dans la ville de Birmingham (Alabama) pour trouver un emploi dans le secteur industriel. Dès lors, elle connait une croissance si rapide qu'elle est surnommée « The Magic City » (« La Ville Magique »). Dès les années 1920, Birmingham devient la 19e plus grande ville des États-Unis et représente à elle seule 30 % de la population de l'État de l'Alabama. L'industrie et l'exploitation des mines composent la base de son économie.

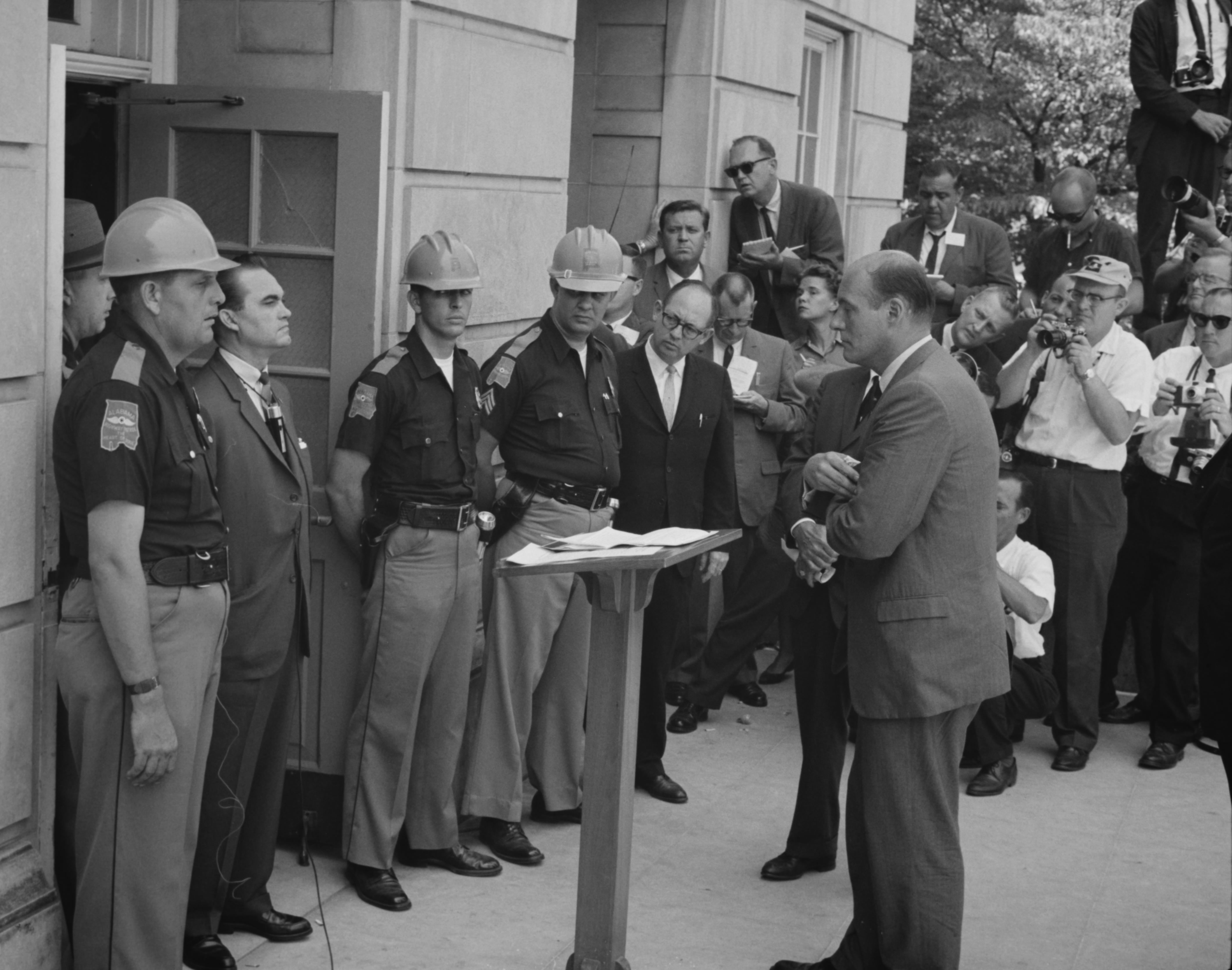
George Wallace (devant la porte) défiant la déségrégation de l'université de l'Alabama en juin 1963.

Le développement industriel dû aux exigences de la Seconde Guerre mondiale apporte la prospérité. Le secteur agraire perd de l'importance puisque l'État développe les services et les manufactures. En dépit des grands changements que connait la population de 1901 à 1961, les restrictions sont maintenues par la ségrégation. Les restrictions sont remises en cause par le mouvement afro-américain des droits civiques pour atteindre la législation fédérale, au milieu des années 1960, afin de protéger leurs droits civiques et le droit de vote.

### Fin de la ségrégation
La population blanche de l'Alabama s'oppose, souvent violemment, dans les années 1950 et 1960 à l'émancipation des Noirs afro-Américains. Le mouvement afro-américain des droits civiques, lancé par Martin Luther King ou Rosa Parks, débute en Alabama en 1955, avec le Boycott des bus de Montgomery. La ségrégation raciale est abolie en 1964.
Grâce à la croisade que mène le mouvement des droits civiques, les Afro-Américains obtiennent le droit de vote et leurs autres droits au travers du Civil Rights Act de 1964 et du Voting Rights Act de 1965. La ségrégation prend officiellement fin dans l'État lorsque les lois Jim Crow sont déclarées nulles et abrogées.
Sous le Voting Rights Act de 1965, la Cour suprême des États-Unis force l'Alabama à correctement représenter la population au niveau de sa législature, Chambre des Représentants et Sénat de l'État. En 1972, pour la première fois depuis 1901, la disposition de la constitution de l'Alabama quant à une redistribution périodique des districts basée sur la population est mise en application. Ceci au bénéfice de la population noire, sous-représentée pendant plus de soixante ans.
Depuis 1972, la population blanche soutient largement le candidat républicain aux élections présidentielles (ce qui s'est également produit dans les États sudistes avoisinants). Depuis 1990, la majorité des Blancs de l'État vote pour les Républicains aux élections d'État (Sénat, représentants, gouverneur).

## Géographie

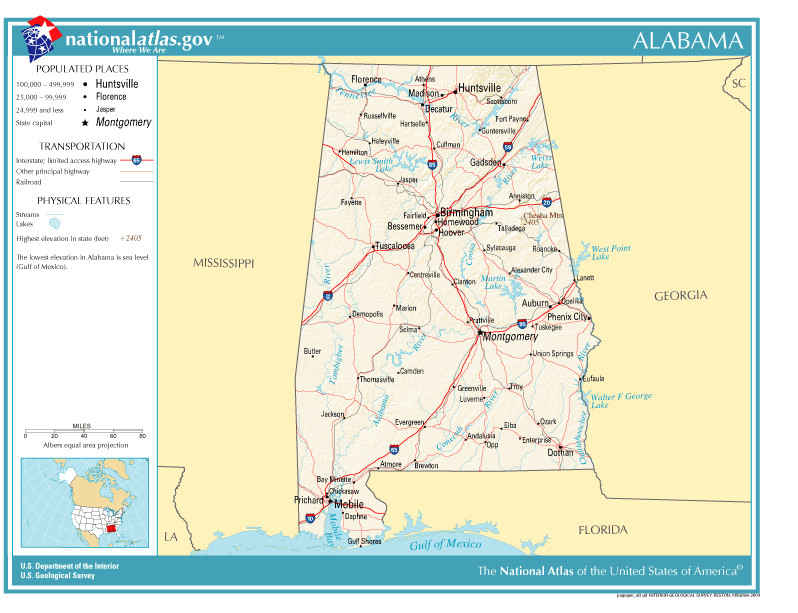
Carte de l'Alabama.

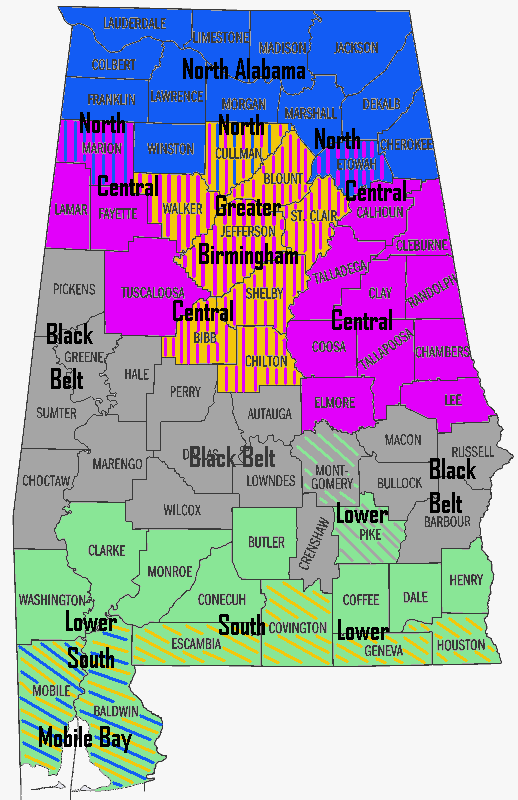
Carte des régions de l'Alabama.

L'Alabama est le 30e plus grand État des États-Unis avec 140 765 km2 dont 4 338 d'eau (3,2 %), ce qui fait de lui le 23e État ayant la plus grande superficie d'eau, ainsi que le second État ayant le plus grand système de voies d'eau intérieures aux États-Unis.
Les trois cinquièmes de la superficie terrestre constituent une plaine qui descend en pente douce vers le Mississippi et le golfe du Mexique. Le nord de l'Alabama est plus montagneux, avec le Tennessee créant une large vallée qui forme de nombreux cours d'eau, des lacs et des collines.
L'altitude de l'Alabama est généralement comprise entre le niveau de la mer à la baie de Mobile et 550 mètres dans les Appalaches, au nord-est. Le point culminant est le Mont Cheaha (735 mètres).
Les États entourant l'Alabama sont au nord le Tennessee, la Géorgie à l'est, la Floride au sud et le Mississippi à l'ouest. L'Alabama possède un littoral sur le golfe du Mexique, dans l'extrême sud-ouest de l'État, entre le Mississippi et la Panhandle de Floride.
Le comté de Baldwin, le long de la côte, est le plus grand des 67 comtés de l'État, aussi bien en superficie de terre qu'en superficie d'eau.
L'Alabama comprend plusieurs parcs nationaux, dont le Horseshoe Bend National Military Park à Daviston, le Little River Canyon National Preserve à Fort Payne, le Russell Cave National Monument à Bridgeport, le Tuskegee Airmen National Historic Site à Tuskegee et le Tuskegee Institute National Historic Site près de Tuskegee.
L'Alabama abrite également le Natchez Trace Parkway, la Selma To Montgomery National Historic Trail et la Trail Of Tears National Historic Trail.
Le cratère d'impact d'une météorite de 8 km de long se trouve dans le Comté d'Elmore, au nord de Montgomery. C'est le cratère de Wetumpka, qui est le site du « plus grand désastre naturel de l'Alabama ». Une météorite de 300 mètres frappa la région il y a près de 80 millions d'années. Les collines à l'est du centre-ville de Wetumpka présentent les restes érodés du cratère d'impact, le secteur de Wetumpka crater a été identifié comme un cratère d'impact ou astroblème à cause des cercles concentriques que forment les fractures et les zones de roches brisées se trouvant juste sous la surface.

### Transports

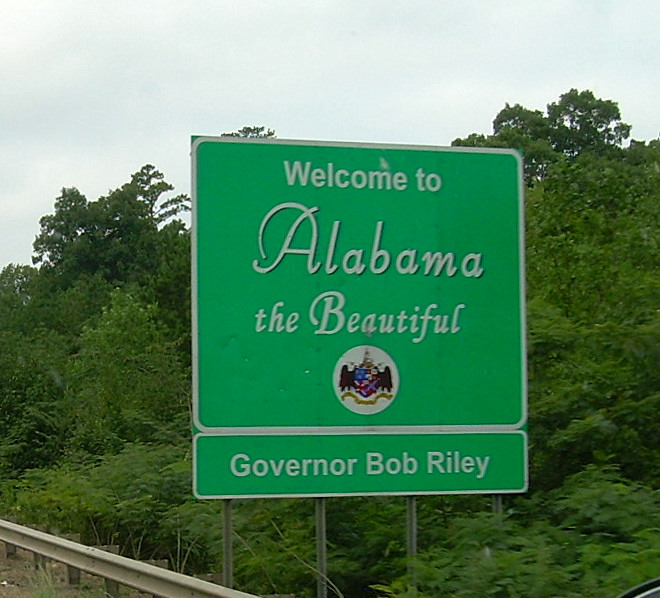
Panneau de bienvenue de l'État d'Alabama.

L'Alabama est traversée par cinq autoroutes inter-États : l'Interstate 65 qui traverse l'État du nord au sud en son centre ; les Interstate 20 et Interstate 59 qui relient le centre-ouest de l'État jusqu'à Birmingham, où l'I-59 continue vers la pointe nord-est de l'État et l'I-20 vers l'est, en direction d'Atlanta (Géorgie); l'Interstate 85 s'étend de la frontière avec la Géorgie jusqu'à Montgomery, fournissant une voie de communication principale vers Atlanta; l'Interstate 10 traverse la région la plus au sud de l'Alabama, la traversant d'ouest en est, en passant par Mobile; et l'Interstate 22, de construction plus récente, qui relie Birmingham à Memphis au Tennessee.
Les aéroports les plus importants d'Alabama sont le Birmingham International Airport (BHM), le Dothan Regional Airport (DHN), l'Huntsville International Airport (HSV), l'aéroport régional de Mobile (MOB), l'aéroport régional de Montgomery (MGM), le Northwest Alabama Regional Airport (MSL), le Tuscaloosa Regional Airport (TCL), et le Pryor Field Regional Airport (DCU). Pour les transports par voie ferrée, Amtrak propose le Crescent, un train quotidien de voyageurs allant de New York à La Nouvelle-Orléans avec des arrêts à Anniston, Birmingham et Tuscaloosa.

#### Ports

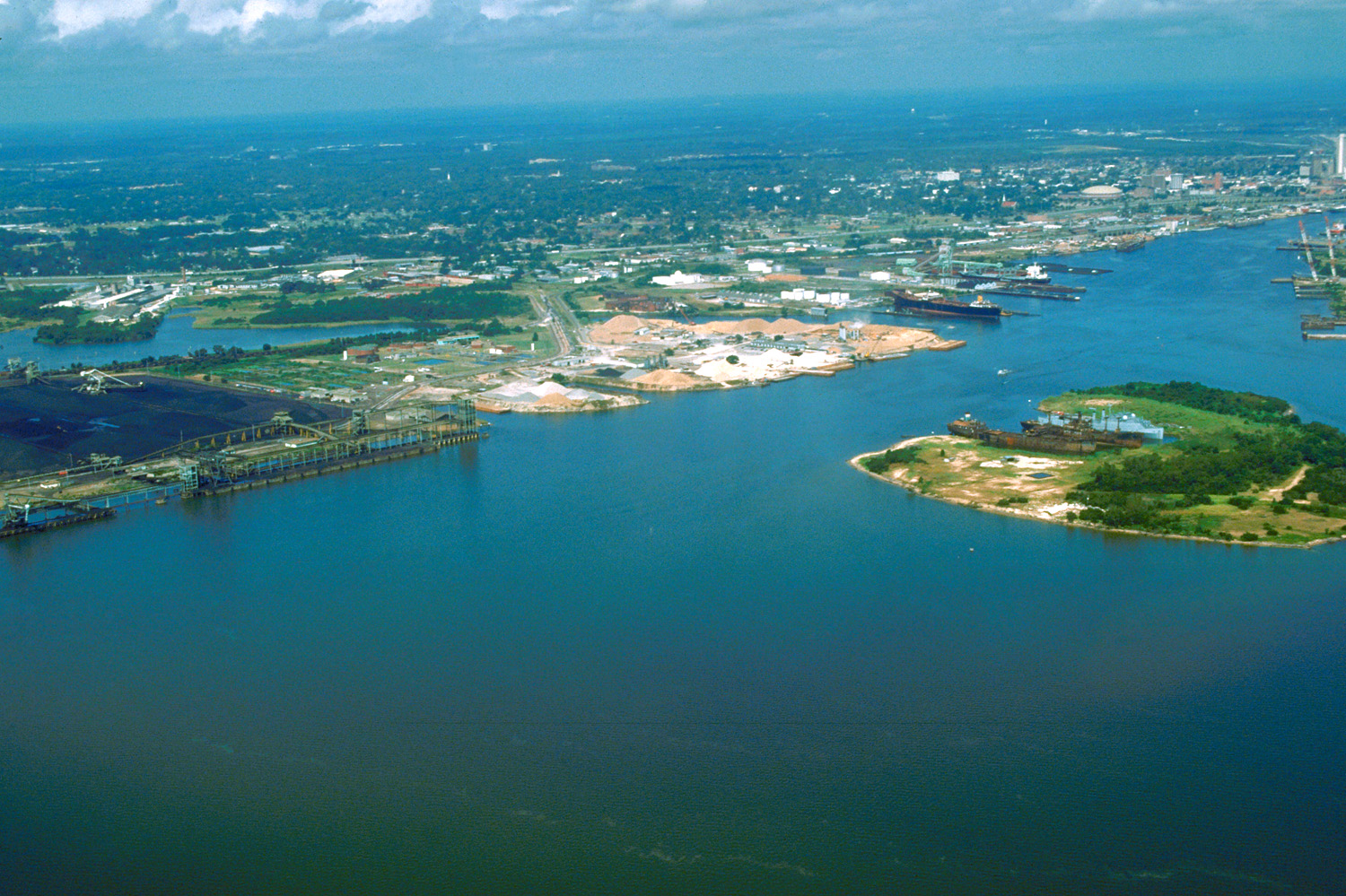
Vue aérienne du port de Mobile.

| Nom du Port          | Location                                    | Connecté à        |
| -------------------- | ------------------------------------------- | ----------------- |
| Port de Florence     | Florence/Muscle Shoals, sur le Lac Pickwick | Tennessee         |
| Port de Decatur      | Decatur, sur le Lac Wheeler                 | Tennessee         |
| Port de Guntersville | Guntersville, sur le Lac Guntersville       | Tennessee         |
| Port de Birmingham   | Birmingham, sur le Black Warrior            | Tenn-Tom Waterway |
| Port de Tuscaloosa   | Tuscaloosa, sur le Black Warrior            | Tenn-Tom Waterway |
| Port de Montgomery   | Montgomery, sur le Lac Woodruff             | Alabama           |
| Port de Mobile       | Mobile, sur la baie de Mobile               | Golfe du Mexique  |

### Climat

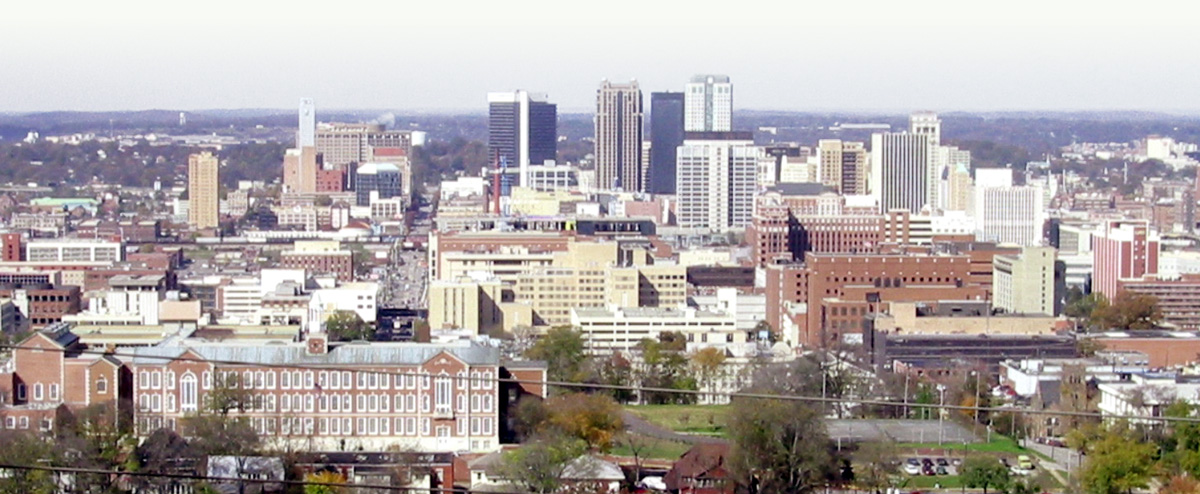
Birmingham.

Le climat de l'Alabama est un climat subtropical humide avec une température annuelle moyenne de 18 °C. Les températures ont tendance à être plus élevées dans le sud de l'État, à proximité du golfe du Mexique, tandis que la partie nord de l'État, particulièrement la région des Appalaches, est légèrement plus fraîche. Généralement, l'Alabama est sujet à des étés très chauds et des hivers moyens, avec des précipitations tout au long de l'année. La somme annuelle des précipitations est, en moyenne, de 142 centimètres.

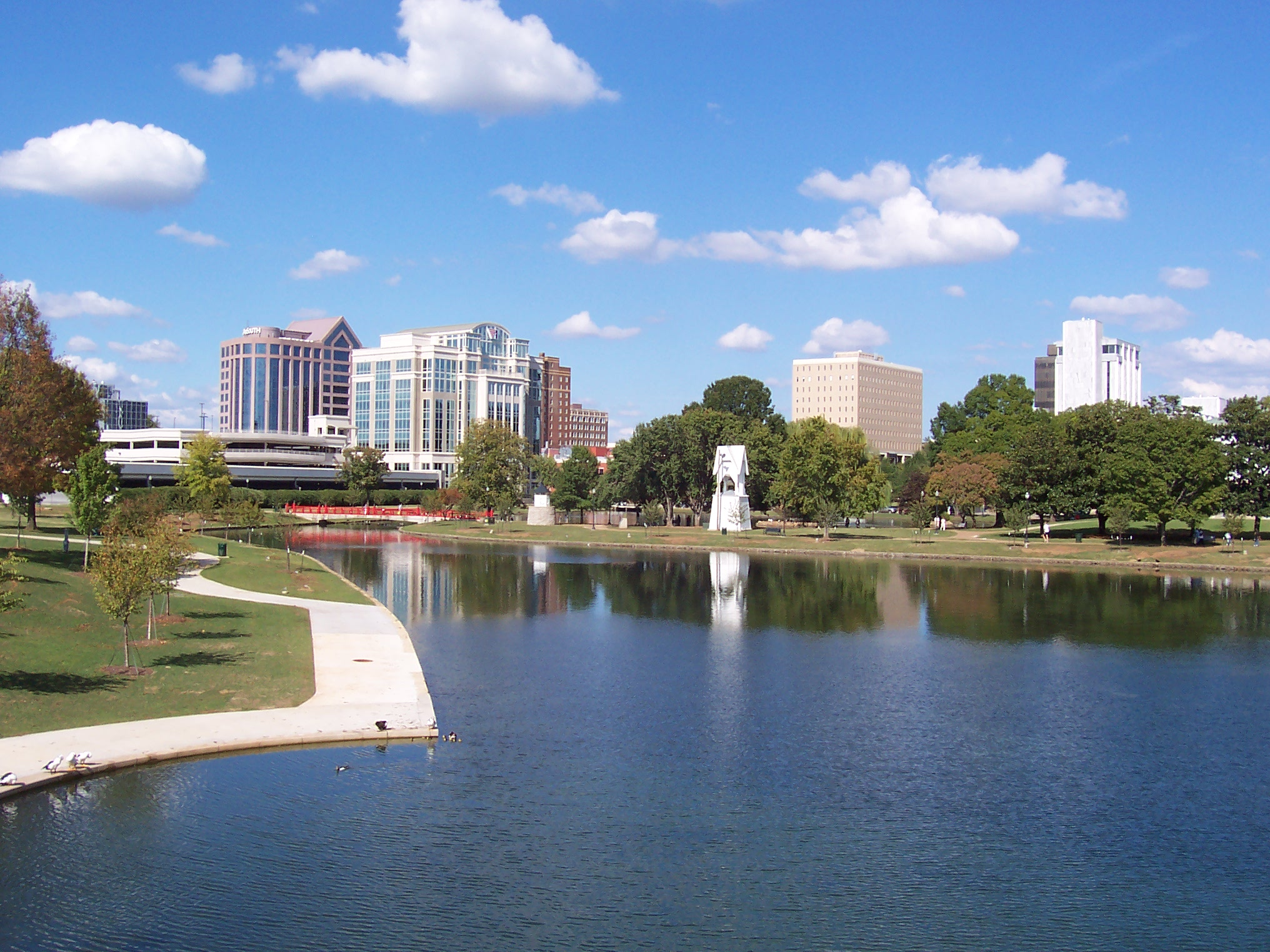
Huntsville.

Les étés en Alabama sont parmi les plus chauds et moites des États-Unis, avec des températures de plus de 35 °C durant l'été dans l'ensemble de l'État. L'Alabama est aussi enclin aux cyclones tropicaux et aux ouragans. Les régions de l'État éloignées du Golfe ne sont pas à l'abri des effets de ces tempêtes, qui déchargent une quantité importante de pluie quand elles se déplacent à l'intérieur des terres et s'y affaiblissent.

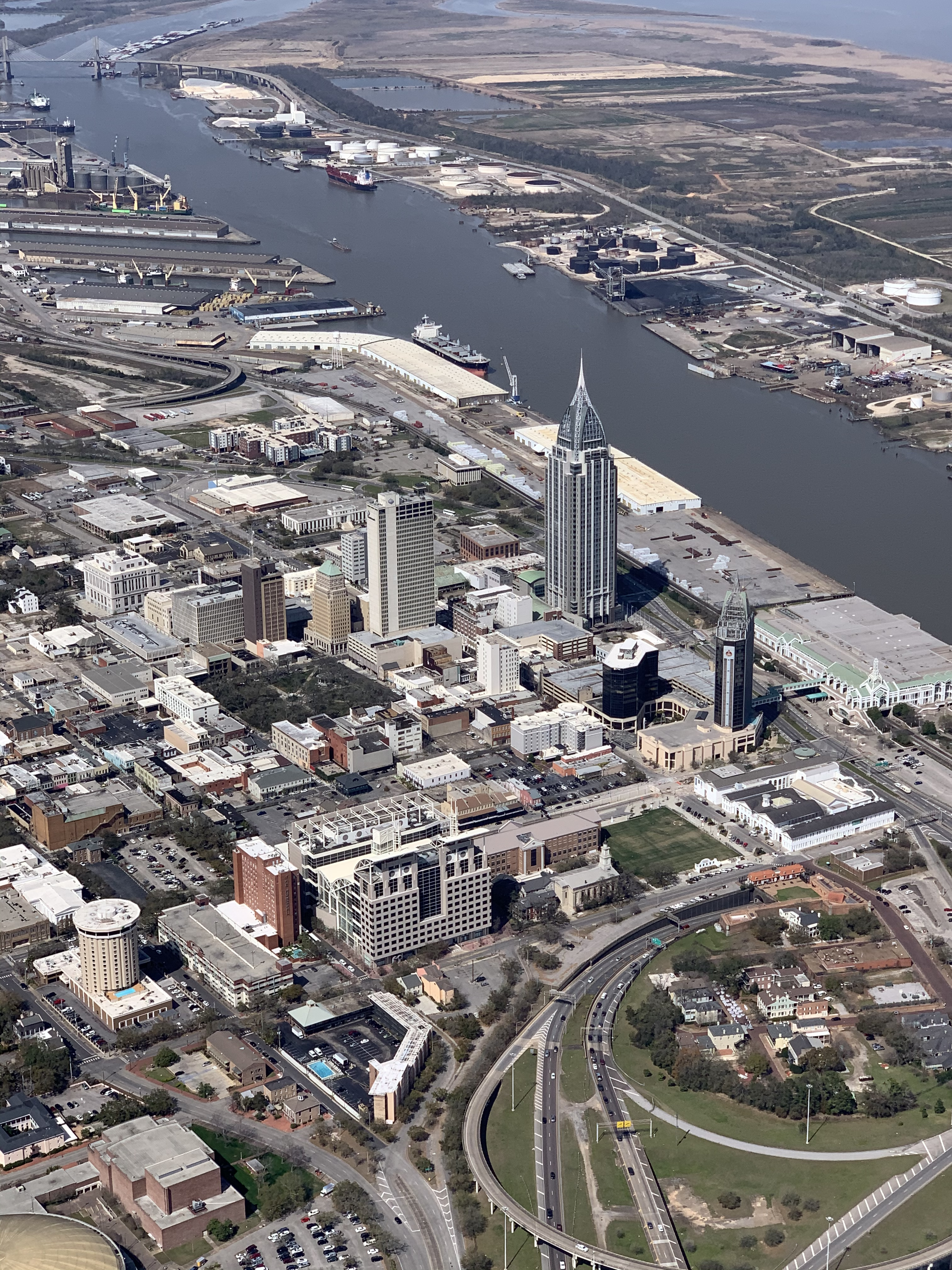
Mobile.

Le sud de l'Alabama rencontre plus d'orages que n'importe quelle autre région des États-Unis. La côte du Golfe, près de la baie de Mobile, connaît entre 70 et 80 jours d'orages par an. Cette activité diminue légèrement plus au nord de l'État, mais même l'extrême nord connait près de 60 jours d'orage par an. De temps en temps, les orages sont importants avec de la foudre et des chutes de gros grêlons — les parties centrale et nord de l'État sont les plus vulnérables à ces types d'orage.
Les tornades sont courantes dans l'État, la saison variant du nord au sud de l'État. L'Alabama partage la triste distinction, avec le Kansas, d'avoir relevé plus de tornades F5, la plus puissante de son genre, que les autres États — d'après les statistiques du National Climatic Data Center sur la période du 1er janvier 1950 au 31 octobre 2006. La partie nord de l'État — le long de la vallée du Tennessee — est l'une des régions nord-américaines les plus vulnérables aux violentes tornades. La région couvrant l'Alabama et le Mississippi — la plus affectée par ce phénomène — est parfois appelée la Dixie Alley, en opposition avec la Tornado Alley des plaines du sud. L'Alabama est l'un des rares endroits au monde qui connait une saison des tornades secondaire (novembre et décembre) en plus de la saison estivale propice à ce phénomène.
Plusieurs tornades F5 ont contribué à augmenter le nombre de morts dus aux tornades en Alabama, plus que dans les autres États sauf pour le Texas et le Mississippi. Le « Super Outbreak » du mois d'avril 1974, affecta de façon très significative l'Alabama avec de nombreuses tornades, dont trois de force F5, en particulier celle qui détruisit la plus grande partie de la petite municipalité de Guin. L'éruption de tornades du 25 au 28 avril 2011 aux États-Unis est un autre épisode où des tornades tuèrent 236 personnes dans l'État le 27 avril.
Les hivers sont généralement doux en Alabama, comme ils le sont au travers de la plupart des États du Sud-Est américain, avec une moyenne minimale de 4 °C en janvier à Mobile et de 0 °C à Birmingham. Les chutes de neige sont rares dans presque tout l'Alabama. Les régions au nord de Montgomery peuvent recevoir un peu de neige chaque hiver, avec des chutes un peu plus importantes de temps en temps. Sur la côte sud du Golfe, les chutes de neige sont moins fréquentes, espacées de plusieurs hivers sans neige.
| Mois       | Mois | Jan | Fév | Mars | Avr | Mai | Juin | Juil | Août | Sep | Oct | Nov | Déc |
| ---------- | ---- | --- | --- | ---- | --- | --- | ---- | ---- | ---- | --- | --- | --- | --- |
| Birmingham | max. | 12  | 14  | 19   | 23  | 27  | 31   | 33   | 32   | 29  | 24  | 18  | 13  |
| Birmingham | min. | 0   | 2   | 6    | 9   | 14  | 18   | 21   | 21   | 17  | 11  | 6   | 2   |
| Huntsville | max. | 9   | 13  | 17   | 22  | 27  | 30   | 32   | 32   | 28  | 23  | 17  | 11  |
| Huntsville | min. | -1  | 1   | 5    | 9   | 14  | 18   | 21   | 20   | 17  | 10  | 5   | 1   |
| Mobile     | max. | 16  | 18  | 22   | 25  | 29  | 32   | 33   | 33   | 31  | 26  | 21  | 17  |
| Mobile     | min. | 4   | 6   | 9    | 13  | 17  | 21   | 22   | 22   | 20  | 13  | 9   | 6   |
| Montgomery | max. | 14  | 17  | 21   | 26  | 29  | 33   | 34   | 33   | 31  | 26  | 21  | 16  |
| Montgomery | min. | 2   | 4   | 7    | 11  | 16  | 19   | 22   | 21   | 18  | 11  | 7   | 3   |

## Aires protégées

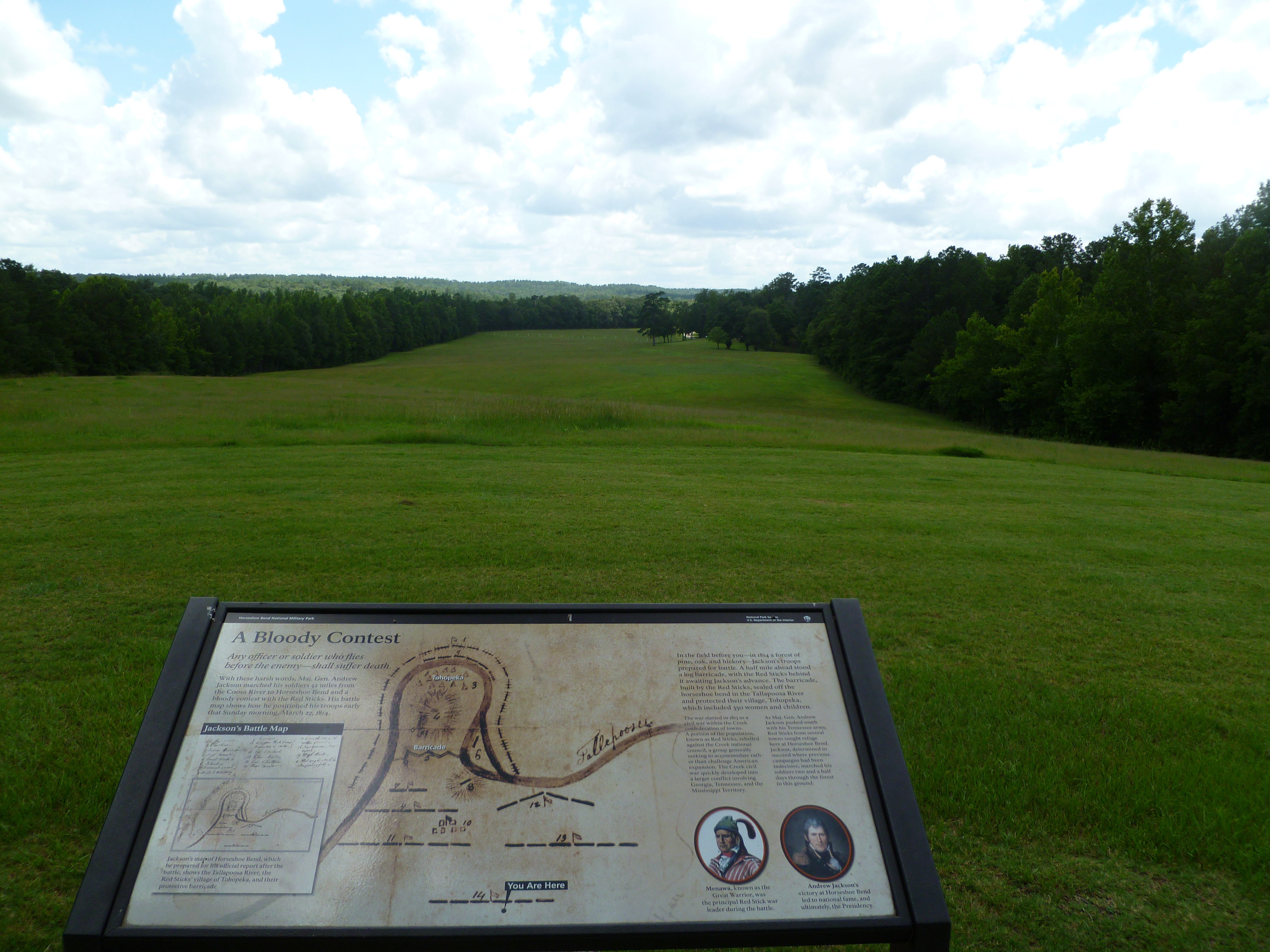
Le champ de bataille de Horseshoe Bend.

Le National Park Service gère les sites suivants en Alabama :
- Birmingham Civil Rights National Monument
- Freedom Riders National Monument
- Horseshoe Bend National Military Park
- Little River Canyon National Preserve
- Muscle Shoals National Heritage Area
- Piste Natchez
- Russell Cave National Monument
- Selma to Montgomery National Historic Trail
- Piste des Larmes
- Tuskegee Airmen National Historic Site
- Université Tuskegee

## Subdivisions administratives

### Comtés
L'État de l'Alabama est divisé en 67 comtés.

### Agglomérations

#### Aires métropolitaines et micropolitaines
Le Bureau de la gestion et du budget a défini treize aires métropolitaines et neuf aires micropolitaines dans ou en partie dans l'État de l'Alabama.
| Zone urbaine                     | Population (2010) | Population (2013) | Variation (2010-2013) | Rang national (2013) |
| -------------------------------- | ----------------- | ----------------- | --------------------- | -------------------- |
| Birmingham-Hoover, AL            | 1 128 047         | 1 140 300         | 1,1 %                 | 49                   |
| Huntsville, AL                   | 417 593           | 435 737           | 4,3 %                 | 119                  |
| Mobile, AL                       | 412 992           | 414 079           | 0,3 %                 | 127                  |
| Montgomery, AL                   | 374 536           | 373 510           | -0,3 %                | 140                  |
| Tuscaloosa, AL                   | 230 162           | 235 628           | 2,4 %                 | 190                  |
| Daphne-Fairhope-Foley, AL        | 182 265           | 195 540           | 7,3 %                 | 220                  |
| Decatur, AL                      | 153 829           | 153 374           | -0,3 %                | 263                  |
| Auburn-Opelika, AL               | 140 247           | 150 933           | 7,6 %                 | 270                  |
| Dothan, AL                       | 145 639           | 147 691           | 1,4 %                 | 278                  |
| Florence-Muscle Shoals, AL       | 147 137           | 147 317           | 0,1 %                 | 281                  |
| Anniston-Oxford-Jacksonville, AL | 118 572           | 116 736           | -1,6 %                | 327                  |
| Gadsden, AL                      | 104 430           | 103 931           | -0,5 %                | 345                  |
| Columbus, GA-AL                  | 52 947 (294 865)  | 59 585 (316 554)  | 12,5 % (7,4 %)        | (154)                |

| Zone urbaine            | Population (2010) | Population (2013) | Variation (2010-2013) | Rang national (2013) |
| ----------------------- | ----------------- | ----------------- | --------------------- | -------------------- |
| Albertville, AL         | 93 019            | 94 760            | 1,9 %                 | 35                   |
| Talladega-Sylacauga, AL | 93 830            | 91 994            | -2,0 %                | 43                   |
| Cullman, AL             | 80 406            | 80 811            | 0,5 %                 | 65                   |
| Scottsboro, AL          | 53 227            | 52 951            | -0,5 %                | 189                  |
| Enterprise, AL          | 49 948            | 50 938            | 2,0 %                 | 207                  |
| Ozark, AL               | 50 251            | 49 884            | -0,7 %                | 213                  |
| Selma, AL               | 43 820            | 41 996            | -4,2 %                | 286                  |
| Valley, AL              | 34 215            | 34 162            | -0,2 %                | 391                  |
| Troy, AL                | 32 899            | 33 339            | 1,3 %                 | 396                  |

En 2010, 86,6 % des Alabamiens résidaient dans une zone à caractère urbain, dont 75,5 % dans une aire métropolitaine et 11,1 % dans une aire micropolitaine.

#### Aires métropolitaines combinées
Le Bureau de la gestion et du budget a également défini six aires métropolitaines combinées dans ou en partie dans l'État de l'Alabama.
| Zone urbaine                           | Population (2010) | Population (2013) | Variation (2010-2013) | Rang national (2013) |
| -------------------------------------- | ----------------- | ----------------- | --------------------- | -------------------- |
| Birmingham-Hoover-Talladega, AL        | 1 302 283         | 1 313 105         | 0,8 %                 | 42                   |
| Huntsville-Decatur-Albertville, AL     | 664 441           | 683 871           | 2,9 %                 | 70                   |
| Mobile-Daphne-Fairhope, AL             | 595 257           | 609 619           | 2,4 %                 | 79                   |
| Dothan-Enterprise-Ozark, AL            | 245 838           | 248 513           | 1,1 %                 | 120                  |
| Columbus-Auburn-Opelika, GA-AL         | 227 409 (469 327) | 244 680 (501 649) | 7,6 % (6,9 %)         | (89)                 |
| Chattanooga-Cleveland-Dalton, TN-GA-AL | 53 227 (923 460)  | 52 951 (940 299)  | -0,5 % (1,8 %)        | (55)                 |

### Municipalités

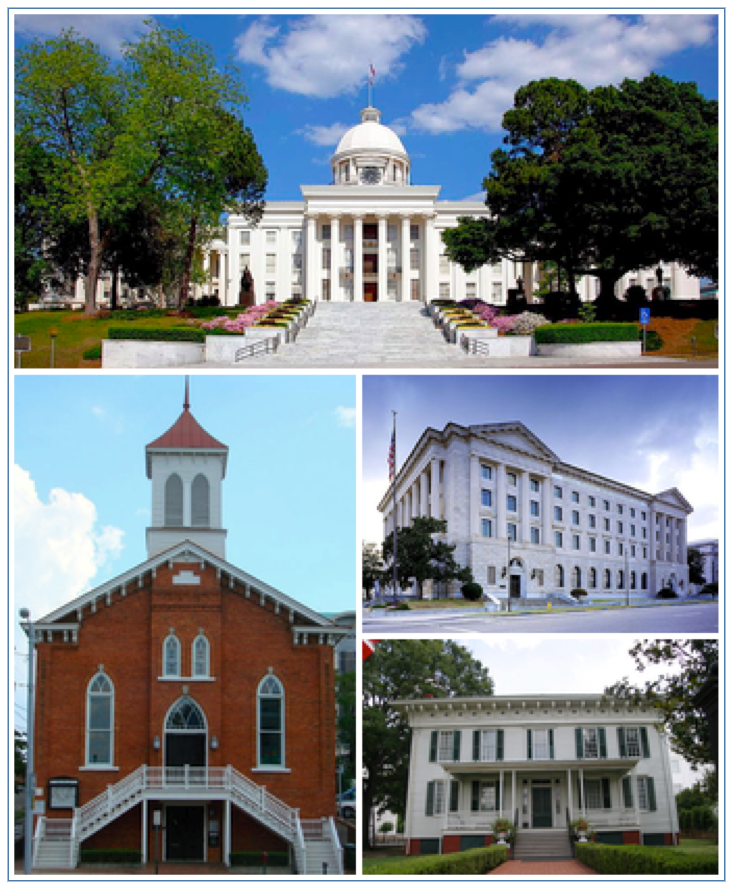
La capitale de l'Alabama, Montgomery.

L'État de l'Alabama compte 461 municipalités, dont 17 de plus de 30 000 habitants.
| Rang | Municipalité   | Comté                | Population (2010) | Population (2017) | Variation (2010-2017) |
| ---- | -------------- | -------------------- | ----------------- | ----------------- | --------------------- |
| 1    | Birmingham     | Jefferson, Shelby    | 212 237           | 210 710           | ▼ −0,72 %             |
| 2    | Montgomery     | Montgomery           | 205 764           | 199 518           | ▼ −3,04 %             |
| 3    | Huntsville     | Madison, Limestone   | 180 105           | 194 585           | ▲ +8,04 %             |
| 4    | Mobile         | Mobile               | 195 111           | 190 265           | ▼ −2,48 %             |
| 5    | Tuscaloosa     | Tuscaloosa           | 90 468            | 100 287           | ▲ +10,86 %            |
| 6    | Hoover         | Jefferson, Shelby    | 81 619            | 84 920            | ▲ +4,04 %             |
| 7    | Dothan         | Houston, Dale, Henry | 65 496            | 68 202            | ▲ +4,13 %             |
| 8    | Auburn         | Lee                  | 53 380            | 63 973            | ▲ +19,84 %            |
| 9    | Decatur        | Morgan, Limestone    | 55 683            | 54 405            | ▼ −2,3 %              |
| 10   | Madison        | Madison, Limestone   | 42 938            | 48 861            | ▲ +13,79 %            |
| 11   | Florence       | Lauderdale           | 39 319            | 39 852            | ▲ +1,36 %             |
| 12   | Phenix City    | Russell, Lee         | 32 822            | 36 219            | ▲ +10,35 %            |
| 13   | Prattville     | Autauga, Elmore      | 33 960            | 35 498            | ▲ +4,53 %             |
| 14   | Gadsden        | Etowah               | 36 856            | 35 409            | ▼ −3,93 %             |
| 15   | Vestavia Hills | Jefferson, Shelby    | 34 033            | 34 291            | ▲ +0,76 %             |
| 16   | Alabaster      | Shelby               | 30 352            | 33 202            | ▲ +9,39 %             |
| 17   | Opelika        | Lee                  | 26 477            | 30 240            | ▲ +14,21 %            |

## Démographie

### Population
Le Bureau du recensement des États-Unis estime la population de l'État de l'Alabama à 4 903 185 habitants au 1er juillet 2019, soit une hausse de 2,58 % depuis le recensement des États-Unis de 2010 qui tablait la population à 4 779 736 habitants. Depuis 2010, l'État connaît la 37e croissance démographique la plus soutenue des États-Unis. La population est estimée, en 2019, à 4 903 185 habitants.
Selon des projections démographiques publiées par l'AARP, l'Alabama devrait atteindre une population de 6 127 975 habitants en 2060 si les tendances démographiques actuelles se poursuivent, soit une hausse de 28,1 % par rapport à 2010.
Avec 4 779 736 habitants en 2010, l'Alabama était le 23e État le plus peuplé des États-Unis. Sa population comptait pour 1,55 % de la population du pays. Le centre démographique de l'État était localisé dans le nord du comté de Chilton.
Avec 36,44 hab./km2 en 2010, l'Alabama était le 27e État le plus dense des États-Unis.
Le taux d'urbains était de 59,0 % et celui de ruraux de 41,0 %. L'État comptait le 9e plus fort taux de ruraux du pays.
En 2010, le taux de natalité s'élevait à 12,6 ‰ (12,1 ‰ en 2012) et le taux de mortalité à 10,1 ‰ (10,2 ‰ en 2012). L'indice de fécondité était de 1,87 enfant par femme (1,81 en 2012). Le taux de mortalité infantile s'élevait à 8,7 ‰ (9,0 ‰ en 2012). La population était composée de 23,69 % de personnes de moins de 18 ans, 10,03 % de personnes entre 18 et 24 ans, 25,70 % de personnes entre 25 et 44 ans, 26,82 % de personnes entre 45 et 64 ans et 13,76 % de personnes de 65 ans et plus. L'âge médian était de 37,9 ans.
Entre 2010 et 2013, l'accroissement de la population (+ 53 964) était le résultat d'une part d'un solde naturel positif (+ 35 848) avec un excédent des naissances (192 880) sur les décès (157 032), et d'autre part d'un solde migratoire positif (+ 17 425) avec un excédent des flux migratoires internationaux (+ 17 345) et un excédent des flux migratoires intérieurs (+ 80).
Selon des estimations de 2013, 95,8 % des Alabamiens étaient nés dans un État fédéré, dont 70,0 % dans l'État de l'Alabama et 25,8 % dans un autre État (15,9 % dans le Sud, 5,0 % dans le Midwest, 2,5 % dans le Nord-Est, 2,4 % dans l'Ouest), 0,8 % étaient nés dans un territoire non incorporé ou à l'étranger avec au moins un parent américain et 3,4 % étaient nés à l'étranger de parents étrangers (51,1 % en Amérique latine, 30,9 % en Asie, 10,7 % en Europe, 4,6 % en Afrique, 2,1 % en Amérique du Nord, 0,6 % en Océanie). Parmi ces derniers, 36,9 % étaient naturalisés américain et 63,1 % étaient étrangers,.
Selon des estimations de 2012 effectuées par le Pew Hispanic Center, l'État comptait 65 000 immigrés illégaux, soit 1,3 % de la population.

### Composition ethniques et origines ancestrales
Selon le recensement des États-Unis de 2010, la population était composée de :
- 68,53 % —3 275 394 personnes— de Blancs,
- 26,18 % —1 251 311 personnes— de Noirs,
- 1,49 % —71 251 personnes— de Métis,
- 1,12 % —53 595 personnes— d'Asiatiques,
- 0,59 % —28 218 personnes— d'Amérindiens,
- 0,06 % —3 057 personnes— d'Océaniens
- 2,03 % —96 910 personnes— de personnes n'entrant dans aucune de ces catégories.

Les Métis se décomposaient entre ceux revendiquant deux origines ethniques (1,40 %), principalement blanche et amérindienne (0,46 %), et ceux revendiquant trois origines ethniques ou plus (0,09 %).
Les non hispaniques représentaient 96,12 % —4 594 134 personnes— de la population dont :
- 67,04 % —3 204 402 personnes— de Blancs,
- 26,04 % —1 244 437 personnes— de Noirs,
- 1,26 % —60 445 personnes— de Métis,
- 1,11 % —52 937 personnes— d'Asiatiques,
- 0,54 % —25 907 personnes— d'Amérindiens,
- 0,04 % —1 976 personnes— d'Océaniens
- 0,08 % —4 030 personnes— de personnes n'entrant dans aucune de ces catégories.

Les Hispaniques comptaient pour 3,88 % —185 602 personnes— de la population, principalement des personnes originaires du Mexique (2,57 %).
En 2010, l'Alabama avait la 6e plus forte proportion de Noirs des États-Unis. A contrario, l'État avait la 8e plus faible proportion d'Asiatiques des États-Unis.
En 2000, l'Alabama a été le dernier État des États-Unis à légaliser les mariages interraciaux.
|                                         | 1940  | 1950  | 1960  | 1970  | 1980  | 1990  | 2000  | 2010  |
| --------------------------------------- | ----- | ----- | ----- | ----- | ----- | ----- | ----- | ----- |
| Blancs                                  | 65,27 | 67,92 | 69,90 | 73,57 | 73,77 | 73,65 | 71,83 | 68,53 |
| ———Non hispaniques                      |       |       |       |       | 73,33 | 73,26 | 70,99 | 67,04 |
| Noirs                                   | 34,71 | 32,00 | 30,01 | 26,23 | 25,59 | 25,26 | 26,25 | 26,18 |
| ———Non hispaniques                      |       |       |       |       |       | 25,19 | 26,12 | 26,04 |
| Asiatiques (et Océaniens jusqu'en 1980) | 0,00  | 0,01  | 0,03  | 0,08  | 0,25  | 0,52  | 0,71  | 1,12  |
| ———Non hispaniques                      |       |       |       |       |       |       | 0,70  | 1,11  |
| Autres                                  | 0,02  | 0,07  | 0,06  | 0,12  | 0,39  | 0,57  | 1,21  | 4,17  |
| ———Non hispaniques                      |       |       |       |       |       |       | 0,47  | 1,93  |
| Hispaniques (toutes races confondues)   |       |       |       |       | 0,86  | 0,61  | 1,72  | 3,88  |

En 2013, le Bureau du recensement des États-Unis estime la part des non hispaniques à 96,1 %, dont 66,3 % de Blancs, 26,5 % de Noirs, 1,5 % de Métis et 1,2 % d'Asiatiques, et celle des Hispaniques à 3,9 %.
L'Alabama connaît depuis le début des années 1990 une baisse continue de la part de la population blanche non hispanique au sein de la population totale en raison notamment d'une immigration importante en provenance de l'Amérique latine, d'un âge médian plus élevé (41,4 ans) que les autres populations (24,7 ans pour les Hispaniques, 32,5 ans pour les Noirs, 32,9 ans pour les Asiatiques), d'une natalité plus faible (10,5 ‰ en 2010) que les autres populations (28,0 ‰ pour les Hispaniques, 14,6 ‰ pour les Noirs, 11,8 ‰ pour les Asiatiques) et d'une augmentation substantielle des unions mixtes.
En 2010, les Blancs non hispaniques ne représentaient plus que 56,9 % des enfants de moins de 5 ans (29,7 % pour les Noirs, 8,2 % pour les Hispaniques, 3,2 % pour les Métis et 1,1 % pour les Asiatiques) et 56,0 % des enfants de moins de 1 an (30,2 % pour les Noirs, 8,5 % pour les Hispaniques, 3,5 % pour les Métis et 1,0 % pour les Asiatiques).
Selon des projections démographiques publiées par l'AARP, les Blancs non hispaniques constitueront 54,2 % de la population de l'État en 2060 si les tendances démographiques actuelles se poursuivent.
En 2000, les Alabamiens s'identifiaient principalement comme étant d'origine américaine (17,0 %), anglaise (7,8 %), irlandaise (7,7 %) et allemande (5,7 %).
En 2000, l'État avait la 4e plus forte proportion de personnes d'origine américaine.
L'État abrite la 24e communauté arabe des États-Unis. Selon des estimations du Bureau du recensement des États-Unis, l'État comptait 17 283 Arabes en 2013, soit 0,4 % de la population, principalement des Libanais (7 488) et des Égyptiens (1 843).
L'État abrite également la 35e communauté juive des États-Unis. Selon le North American Jewish Data Bank, l'État comptait 8 850 Juifs en 2013 (9 140 en 1971), soit 0,2 % de la population. Ils se concentraient principalement dans les agglomérations de Birmingham-Hoover (5 200), Montgomery (1 100), Mobile (900) et Huntsville (750).
L'État abritait en 2013 une population noire assez homogène, composée principalement de descendants d'esclaves déportés sur le sol américain entre le début du XVIIe et le début du XIXe siècle (95,8 %) mais aussi d'Africains subsahariens (3,3 %), de Caribéens non hispaniques (0,6 %) et d'Hispaniques (0,3 %).
Le Bureau du recensement des États-Unis estimait le nombre d'Africains subsahariens à 42 957, soit 0,9 % de la population, et celui des Caribéens non hispaniques à 7 925, soit 0,2 % de la population, principalement des Jamaïcains (3 200), des Haïtiens (1 102) et des Bahamiens (1 073).
Les Hispaniques étaient principalement originaires du Mexique (66,2 %), du Guatemala (7,7 %) et de Porto Rico (6,6 %). Composée à 38,2 % de Blancs, 5,8 % de Métis, 3,7 % de Noirs, 1,2 % d'Amérindiens, 0,6 % d'Océaniens, 0,4 % d'Asiatiques et 50,0 % de personnes n'entrant dans aucune de ces catégories, la population hispanique représentait 35,4 % des Océaniens, 15,2 % des Métis, 8,2 % des Amérindiens, 2,2 % des Blancs, 1,2 % des Asiatiques, 0,5 % des Noirs et 95,8 % des personnes n'entrant dans aucune de ces catégories.
Les Asiatiques s'identifiaient principalement comme étant Indiens (24,3 %), Chinois (17,6 %), Coréens (15,5 %), Viêts (13,8 %), Philippins (9,2 %) et Japonais (4,5 %).
Les Amérindiens s'identifiaient principalement comme étant Cherokees (33,4 %), Creeks (12,5 %) et Chactas (12,0 %).
Les Océaniens s'identifiaient principalement comme étant Chamorros (58,0 %), Hawaïens (17,1 %), Samoans (7,0 %) et Tongiens (3,1 %).
Les Métis se décomposaient entre ceux revendiquant deux races (94,1 %), principalement blanche et amérindienne (30,8 %), blanche et noire (27,6 %), blanche et asiatique (12,4 %), blanche et autre (9,2 %) et noire et amérindienne (4,7 %), et ceux revendiquant trois races ou plus (5,9 %).

### Langues
| Langue   | 1980    | 1990    | 2000    | 2010    | 2016    |
| -------- | ------- | ------- | ------- | ------- | ------- |
| Anglais  | 98,18 % | 97,13 % | 96,11 % | 95,05 % | 94,87 % |
| Espagnol | 0,62 %  | 1,13 %  | 2,16 %  | 3,16 %  | 3,25 %  |
| Autres   | 1,24 %  | 1,73 %  | 1,73 %  | 1,79 %  | 1,88 %  |

### Religions
| Religion                    | Alabama | États-Unis |
| --------------------------- | ------- | ---------- |
| Protestantisme évangélique  | 49      | 25,4       |
| Églises afro-américaines    | 16      | 6,5        |
| Protestantisme traditionnel | 13      | 14,7       |
| Non affiliés                | 9       | 15,8       |
| Catholicisme                | 7       | 20,8       |
| Athéisme                    | 1       | 3,1        |
| Agnosticisme                | 1       | 4,0        |
| Mormons                     | 1       | 1,6        |
| Autres                      | 3       | 8,1        |

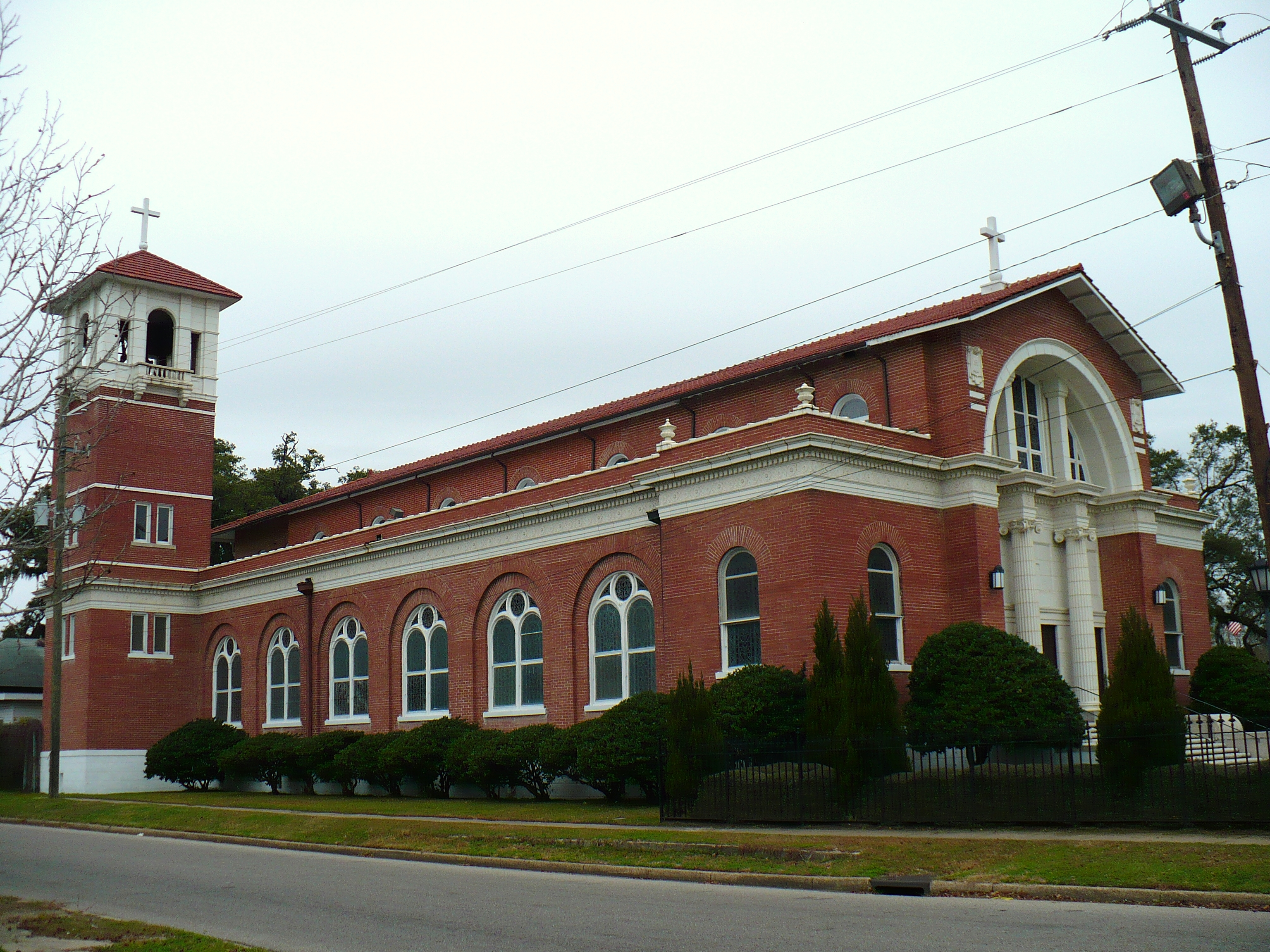
L'église catholique Saint Matthew's à Mobile en Alabama.

L'Alabama se trouve au milieu de la Bible Belt. Lors d'un sondage datant de 2007, près de 70 % des interrogés pouvaient nommer les quatre évangiles chrétiens. Parmi ceux ayant des préférences religieuses, 59 % disaient avoir une « complète compréhension » de leur foi et n'avaient pas besoin d'un autre apprentissage. Lors d'un sondage de 2007, 92 % des habitants d'Alabama indiquaient au moins faire un peu confiance aux églises de leur État. La région de Mobile se distingue par son fort pourcentage de catholiques, en raison de l'occupation française et espagnole de cette région. Aujourd'hui, une très grande majorité des Alabamiens se définissent comme protestants.
Selon l'institut de sondage The Gallup Organization, en 2015, 57 % des habitants de l'Alabama se considèrent comme « très religieux » (40 % au niveau national), 29 % comme « modérément religieux » (29 % au niveau national) et 14 % comme « non religieux » (31 % au niveau national).
La pratique du yoga est interdite depuis 1993 dans les établissements scolaires d'Alabama, les autorités craignant quelle ne détourne les enfants du christianisme.

## Tourisme

Lakewood Golf Club à Point Clear.

L'industrie touristique en Alabama rapporte environ 6,5 milliards de dollars chaque année avec annuellement 18 millions de visiteurs.
Un organisme d'État mandaté par l'Assemblée législative de l'Alabama et nommé département du tourisme de l'Alabama, travail à faire en sorte que l'Alabama profite au maximum des avantages du tourisme local. L'organisme a été fondé en 1951.

## Éducation

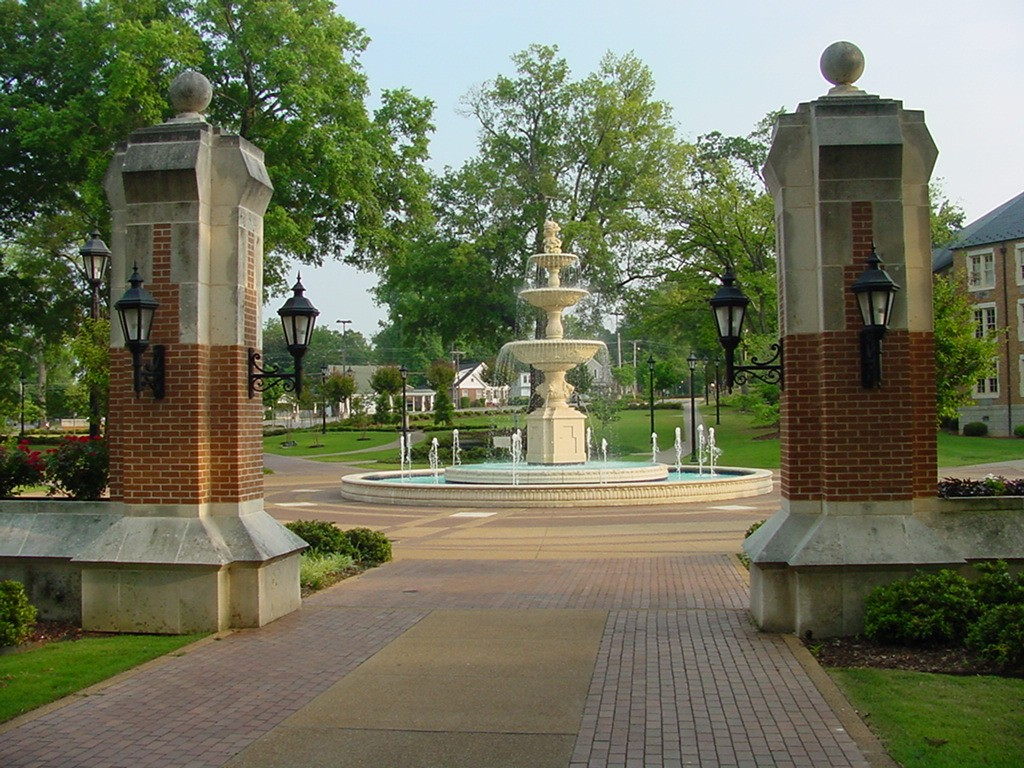
Harrison Plaza à l'université de North Alabama à Florence.

### Primaire et secondaire
Le primaire et le secondaire public en Alabama sont sous la direction de l'Alabama State Board of Education. Ensemble, 1 541 écoles fournissent des services éducatifs à 743 364 élèves de l'élémentaire et du secondaire.
Les fonds alloués aux écoles sont fournis par l'Alabama Legislature au travers de l'Education Trust Fund. Lors de l'année scolaire 2006-2007, l'Alabama utilisa 3 775 163 578 $ au primaire et au secondaire. Ce qui représentait une augmentation de 444 736 387 $ par rapport à l'année fiscale précédente.

### Universités

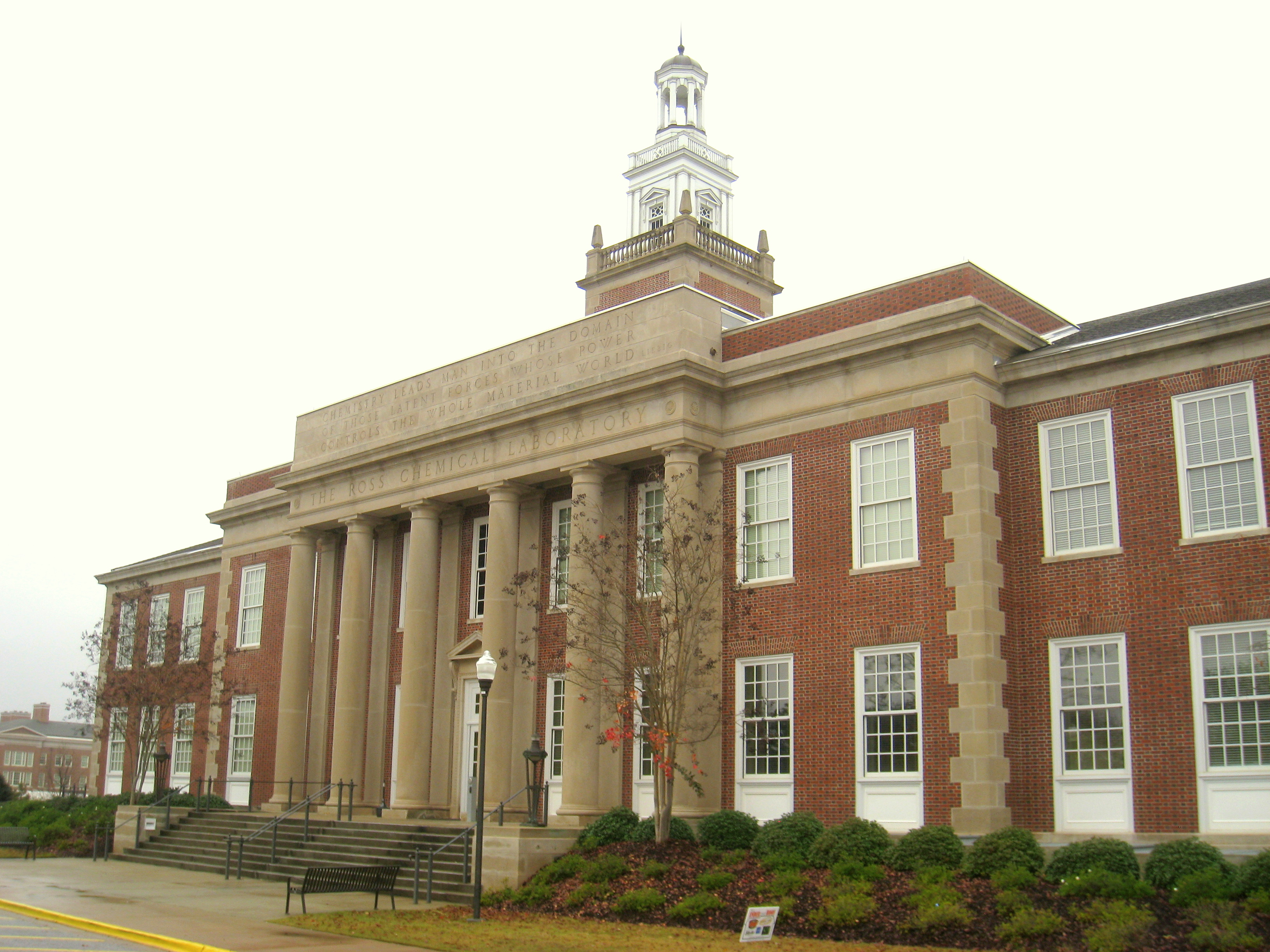
L'université d'Auburn.

Les programmes d'enseignement supérieur de l'Alabama comprennent quatorze universités (quatre ans d'étude), et des lycées (deux ans d'étude), et dix-sept universités privées. Il y a deux écoles de médecine dans l'État (université d'Alabama de Birmingham et université de South Alabama), deux universités vétérinaires (université d'Auburn et l'université de Tuskegee), une école de dentisterie (université d'Alabama de Birmingham), un collège d'optométrie (université d'Alabama de Birmingham), deux écoles de pharmacie (université d'Auburn et université de Samford), et cinq universités de droit (University of Alabama School of Law, Birmingham School of Law, Cumberland School of Law, Miles Law School, et la Thomas Goode Jones School of Law). L'enseignement public post-secondaire de l'Alabama est supervisé par l'Alabama Commission on Higher Education.

## Économie
Selon le Bureau de statistiques économiques américain, le PIB de l'Alabama s'élevait en 2012 à 183,5 milliards de dollars (1,18% du PIB national), ou 32 615 dollars par habitant, le plaçant au 46e rang national. Le PIB de l'Alabama a augmenté de 1,2 % de 2011 à 2012, atteignant la 39e place en termes d'augmentation du PIB. La plus importante croissance vient de l'industrie immobilière. En 1999, le revenu par personne était de 18 189 dollars dans l'État.
La production agricole de l'Alabama est composée de volailles et d'œufs, de bétail, de cacahuètes, de coton, de céréales telles que le maïs et le sorgho, de légumes, de lait, de soja et de pêches. Bien que connu comme « l'État du Coton », l'Alabama ne se place que comme le huitième ou dixième État producteur de coton selon les différents rapports,, avec, dans le top trois, le Texas, la Géorgie et le Mississippi.
L'activité industrielle de l'Alabama comprend les productions dérivées du fer et de l'acier (comme les moules et les tuyaux), ainsi que les activités dérivées du bois, de l'extraction à la coupe en passant par la fabrication de papier. L'Alabama abrite aussi une industrie minière (principalement dans l'extraction du charbon). Les productions dérivées du plastique ainsi que l'industrie automobile sont également présentes.
Par ailleurs, l'Alabama a aussi une production aérospatiale et électronique, principalement dans la zone d'Huntsville, où se trouve le George C. Marshall Space Flight Center de la NASA et le US Army Missile Command, basé à Redstone Arsenal.
L'Alabama se trouve également dans le bassin qui connaît la plus forte croissance économique du pays, en incluant les États voisins comme le Tennessee, le Mississippi, la Floride et la Géorgie. Cette croissance est en grande partie liée à la rapide expansion de l'industrie automobile qui, depuis son arrivée en Alabama en 1993, a généré plus de 67 800 nouveaux emplois. L'Alabama est depuis devenu le deuxième État du pays en termes de production automobile et devrait prendre la première place, devant la région de Détroit, aux alentours de 2009 grâce à de récentes expansions industrielles.

En mai 2007, un site au nord de Mobile a été sélectionné par le producteur d'acier allemand ThyssenKrupp pour l'implantation d'une usine représentant un investissement de 3,7 milliards de dollars. Parallèlement, l'industriel allemand a promis la création de 2 700 emplois permanents.
Dans les années 1970 et 1980, l'économie de Birmingham fut transformée par les investissements dans les biotechnologies et la recherche médicale à l'université d'Alabama à Birmingham (UAB) et son hôpital adjacent. L'hôpital de l'UAB est un centre traumatique de Niveau I fournissant des soins de santé et des avancées médicales. L'UAB est le plus grand employeur de la région et de l'Alabama avec une main d'œuvre de près de 20 000 personnes. HealthSouth, fournisseur de services de santé, a aussi son siège social dans la ville.
Birmingham est aussi un centre bancaire de premier ordre, servant de siège à deux banques majeures : la Regions Financial Corporation et la Compass Bancshares. SouthTrust, une autre grande banque basée à Birmingham, fut acquise par Wachovia en 2004. En novembre 2006, Regions Financial fusionna avec AmSouth Bancorporation, qui était aussi basée à Birmingham. Ils formèrent la huitième plus grande banque américaine (par le capital total). Près d'une douzaine de banques plus petites sont aussi basées dans la "Magic City", telles que la Superior Bank et la New South Federal Savings Bank.
En 2012, la Regions Financial était la seule société basée en Alabama faisant partie du classement des 500 premières entreprises américaines, classées selon l'importance de leur chiffre d'affaires (Fortune 500), occupant le 401e rang.
Le fournisseur télécom AT&T, anciennement BellSouth, a une présence importante avec de nombreux bureaux dans l'aire métropolitaine. Les compagnies d'assurance les plus importantes sont Protective Life, Infinity Property & Casualty et ProAssurance Corporation, parmi d'autres, et sont basées à Birmingham et emploient un grand nombre de personnes dans le Greater Birmingham.
La ville est aussi le siège de grandes compagnies de construction et d'ingénierie, dont BE&K et B. L. Harbert International qui sont habituellement incluses dans la liste d'Engineering News-Record des premières entreprises internationales de construction et de conception.
Le port de Mobile, le seul d'Alabama sur le golfe du Mexique, est le plus actif du golfe. Il offre un accès à l'intérieur des terres grâce à la voie d'eau Tennessee-Tombigbee.
Le salaire minimum de l'État est de 7,25 dollars l'heure (moins de 6,50 euros).

### Taxes
La structure de l'impôt en Alabama est l'une des plus progressives aux États-Unis. L'Alabama prélève 2, 4, ou 5 % d'impôt sur le revenu en fonction du montant gagné par l'individu, cependant les contribuables peuvent déduire leur impôt sur le revenu fédéral sur leur impôt au niveau de l'État de l'Alabama.
L'impôt sur le revenu s'élève à 2, 4 ou 5 % selon le revenu et le statut. La TVA est de 4 %. Cependant, ce taux peut être plus élevé selon la ville ou la province où l'on habite. L'impôt sur les sociétés est d'environ 6,5 %. En prenant en compte l'ensemble des impôts, l'Alabama est le deuxième État le moins taxé des États-Unis.
En 2003, l'Alabama a connu un budget en déficit de 670 millions de dollars. Cependant, c'est l'un des rares États à avoir opéré un virage complet en ayant atteint un budget excédentaire de près de 1,2 milliard de dollars en 2007, et plus de 2,1 milliards attendus en 2008.

## Politique
| Exécutif de l'État | Exécutif de l'État | Exécutif de l'État    | Exécutif de l'État    | Exécutif de l'État | Exécutif de l'État | Exécutif de l'État | Exécutif de l'État | Exécutif de l'État | Exécutif de l'État | Exécutif de l'État | Exécutif de l'État | Exécutif de l'État                             | Exécutif de l'État                             | Législature d'État        | Législature d'État | Congrès                   | Congrès      |
| Gouverneur         | Gouverneur         | Lieutenant-gouverneur | Lieutenant-gouverneur | Secrétaire d'État  | Secrétaire d'État  | Procureur général  | Procureur général  | Auditeur           | Auditeur           | Trésorier          | Trésorier          | Commissaire de l'Agriculture et de l'Industrie | Commissaire de l'Agriculture et de l'Industrie | Chambre des représentants | Sénat              | Chambre des représentants | Sénat        |
| ------------------ | ------------------ | --------------------- | --------------------- | ------------------ | ------------------ | ------------------ | ------------------ | ------------------ | ------------------ | ------------------ | ------------------ | ---------------------------------------------- | ---------------------------------------------- | ------------------------- | ------------------ | ------------------------- | ------------ |
|                    | Kay Ivey (R)       |                       | Will Ainsworth (R)    |                    | John Merrill (R)   |                    | Steve Marshall (R) |                    | Jim Zeigler (R)    |                    | John McMillan (R)  |                                                | Rick Pate (R)                                  | R : 77, D : 28            | R : 27, D : 8      | R : 6, D : 1              | R : 2, D : 0 |

### Gouvernements locaux et comtés
L'Alabama a 67 comtés. Chaque comté a son propre pouvoir législatif élu, le plus souvent appelés la County Commission, qui a quelquefois une autorité exécutive dans le comté. Dû aux restrictions imposé par la Constitution de l'Alabama, tous les comtés, sauf sept (Jefferson, Lee, Mobile, Madison, Montgomery, Shelby, et Tuscaloosa), de l'État ont peu ou pas de Home Rule. Au lieu de cela, la plupart des comtés de l'État doivent exercer une pression sur le Local Legislation Committee de la législature de l'État pour disposer de quelques droits au niveau local.
L'Alabama est un État où la consommation de boisson alcoolisée est contrôlée ; le gouvernement a le monopole sur la vente d'alcool. Toutefois, les comtés peuvent eux-mêmes se déclarer « dry » (ou l'alcool est interdite) ; l'État ne vendra donc pas d'alcool dans ces régions.

### Politique de l'État

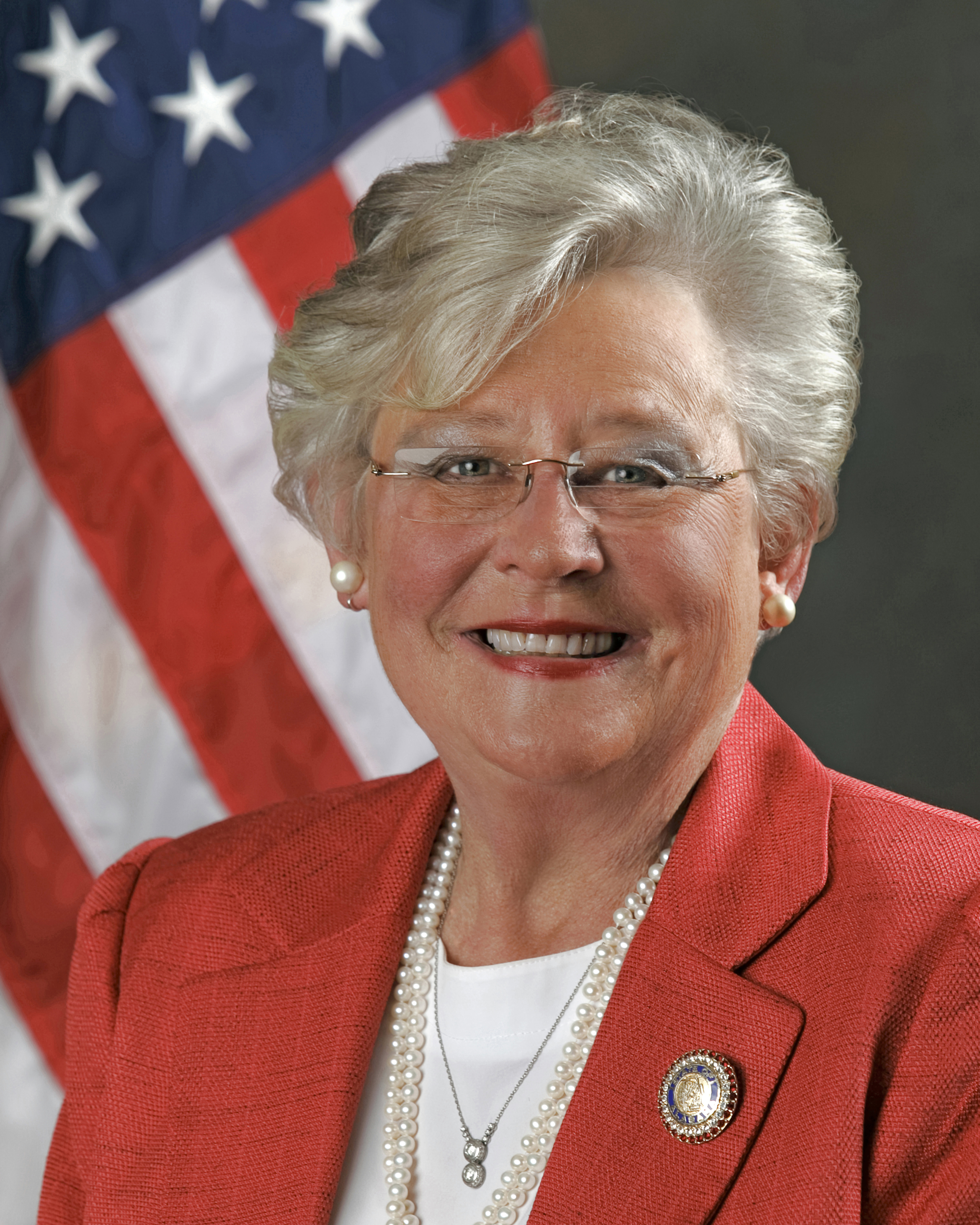
Le gouverneur de l'Alabama, Kay Ivey.

L'Alabama est un État populaire et très conservateur du sud des États-Unis.
Au 17 janvier 2011, le gouverneur de l'État de l'Alabama est le républicain Robert J. Bentley. Le lieutenant-gouverneur, élu séparément à la même date, est la républicaine Kay Ivey. Les postes de trésorier de l'état et de secrétaire d'état sont également détenus par des républicains. Depuis 2017, c'est Kay Ivey qui est gouverneur de l'Alabama.
Le Parti démocrate a détenu de la fin de la période de reconstruction à 2010 la majorité dans les deux chambres de la Législature. Celles-ci ont toutes deux basculé du côté républicain pour la première fois depuis 1874, à l'occasion des élections de novembre 2010. À partir de janvier 2011, le Sénat de l'Alabama comptera 22 républicains, 12 démocrates et 1 indépendant tandis que la chambre des représentants comprendra 62 républicains et 43 démocrates.
Dû au pouvoir détenu par la législature, pour outrepasser le veto du gouverneur une simple majorité suffit (alors que dans la majorité des autres États américains, une majorité qualifiée est souvent nécessaire pour passer outre un veto), les relations entre l'exécutif et le législatif peuvent facilement être tendues quand des partis différents contrôlent les pouvoirs.
Durant la Reconstruction suivant la guerre de Sécession, l'Alabama était occupé par les troupes fédérales du Third Military District sous le commandement du Général John Pope. En 1874, la coalition politique connu sous le nom de Redeemers pris le contrôle du gouvernement de l'État aux Républicains (anti-esclavagistes), en partie par la suppression du droit de vote des Afro-américains au travers d'intimidation et de terrorisme. La suprématie des blancs a donc été ré-établie.
Après 1890, une coalition de blancs passa une loi afin de mettre en place la ségrégation raciale et de restreindre les droits des résidents noirs, un processus mis en place grâce à une disposition de la constitution 1901. Toutefois la disposition qui privait les Afro-américains de leurs droits privait aussi les blancs les plus pauvres des leurs.
De 1901 aux années 1960, la législature de l'État ne reforma pas les districts alors que la population augmentait et se déplaçait dans l'État. Le résultat était qu'une minorité rurale dominait la politique étatique jusqu'à ce qu'une série d'affaires judiciaires requière des modifications en 1972.
Avec les restrictions imposées aux Afro-américains, l'État devint une partie du « Solid South », un système monopartite dans lequel le Parti démocrate reste le seul parti politique dans chaque État sudiste, le Dixiecrat. Pendant 100 ans, le résultat des élections d'État et locales en Alabama se décidaient lors des primaires démocrates, avec généralement un concurrent républicain se présentant aux élections générales.
La politique interne de l'État d'Alabama fut l'objet de l'attention des États-Unis et du monde dans les années 1950 et 1960 durant le Mouvement afro-américain des droits civiques (1955 à 1968), quand la majorité des blancs résistait et protestait contre les réformes électorales et sociales par la bureaucratie, et en même temps, par la violence. George Wallace, le gouverneur d'alors, reste encore aujourd'hui une figure connue et controversée. Ce n'est qu'avec le passage du Civil Rights Act de 1964 et du Voting Rights Act de 1965 que les Afro-américains regagnèrent le droit de vote et leurs droits civils.
En 2007, la Législature de l'Alabama vota — et le gouverneur ratifia — une résolution exprimant de « profonds regrets » à propos de l'esclavage et de ses impacts tardifs. Lors d'une cérémonie symbolique, la résolution fut signée au Capitole de l'État de l'Alabama, qui fut la première capitale des États confédérés d'Amérique.
En 2019, la Chambre des Représentants de l'Alabama interdit l'avortement dans toutes les circonstances à l'exception du cas où la vie de la mère serait en danger. Les médecins qui pratiqueraient un avortement s'exposent à des peines allant de 10 à 99 ans de prison.

### Gouvernement de l'État
Le texte fondateur du gouvernement de l'Alabama est la Constitution de l'Alabama qui fut ratifiée en 1901. Avec près de 800 amendements et 310 000 mots, il s'agit d'une des constitutions les plus longues au monde. Elle fait approximativement quarante fois la longueur de la Constitution des États-Unis,. Un mouvement important existe qui voudrait réécrire et moderniser la constitution de l'Alabama. Ce mouvement se concentre sur le fait que la constitution de l'Alabama concentre tous les pouvoirs sur Montgomery et ne laisse pratiquement aucun pouvoir aux élus locaux. Chaque changement de politique proposé dans l'État doit être approuvé par la législature de l'Alabama dans son ensemble et, fréquemment, par référendum. Une des critiques de l'actuelle constitution dit que la complexité et la longueur de cette dernière était intentionnelle pour codifier la ségrégation et le racisme.

#### Pouvoir législatif

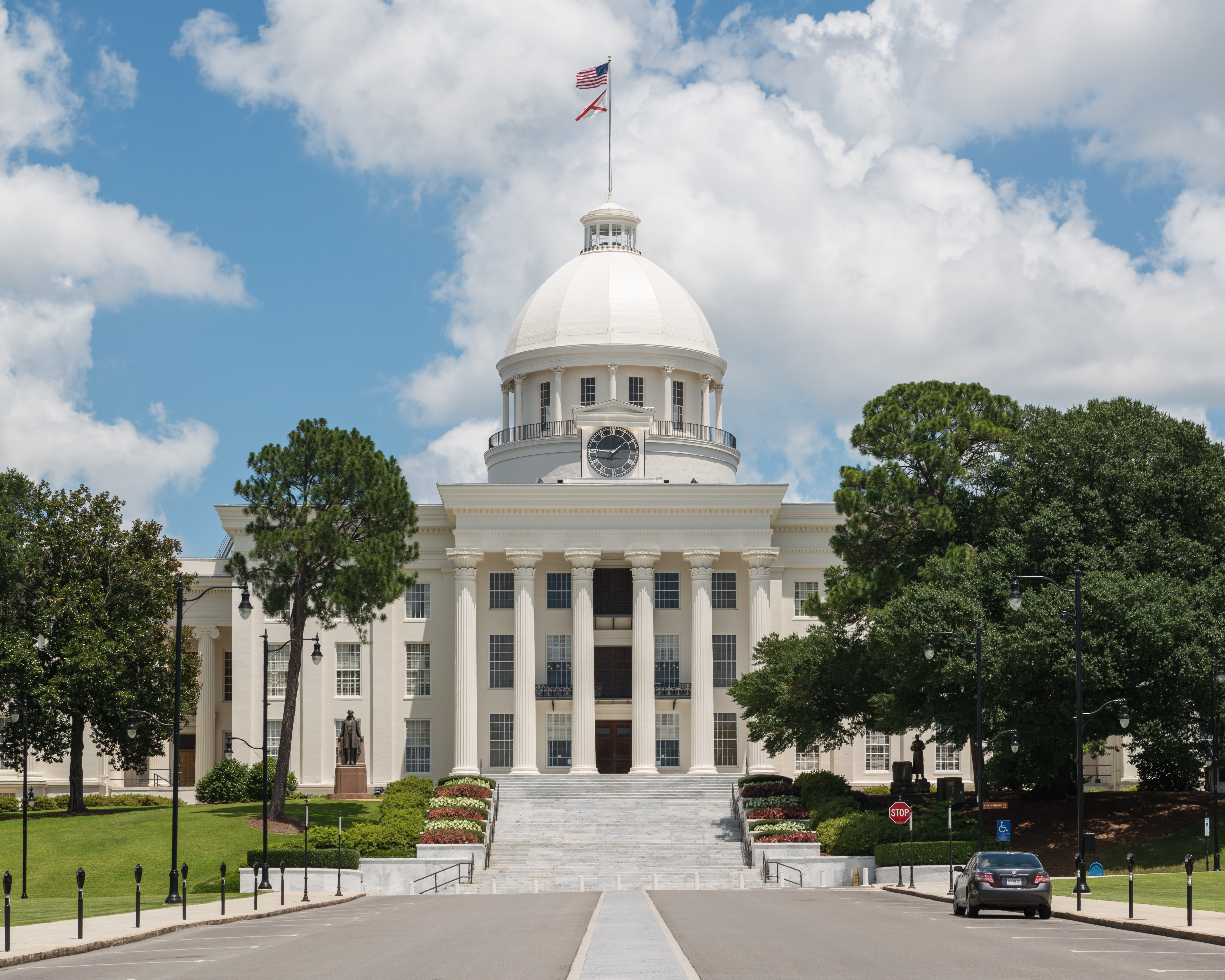
Le capitole de l'Alabama.

Le pouvoir législatif est la Législature de l'Alabama (Alabama Legislature), une assemblée bicamérale composée de la Chambre des représentants de l'Alabama (105 membres), et du Sénat de l'Alabama (35 membres). La Legislature est responsable de l'écriture, de la discussion, du vote ou du rejet de lois de la législation d'État.

#### Pouvoir exécutif
Le pouvoir exécutif est responsable de l'exécution et de l'application des lois. Il est dirigé par le gouverneur. Les autres membres qui détiennent le pouvoir exécutif sont les membres du cabinet, l'avocat général, le secrétaire d'État de l'Alabama, le commissaire à l'Agriculture et à l'Industrie, le trésorier d'État, et l'auditeur d'État.

#### Pouvoir judiciaire

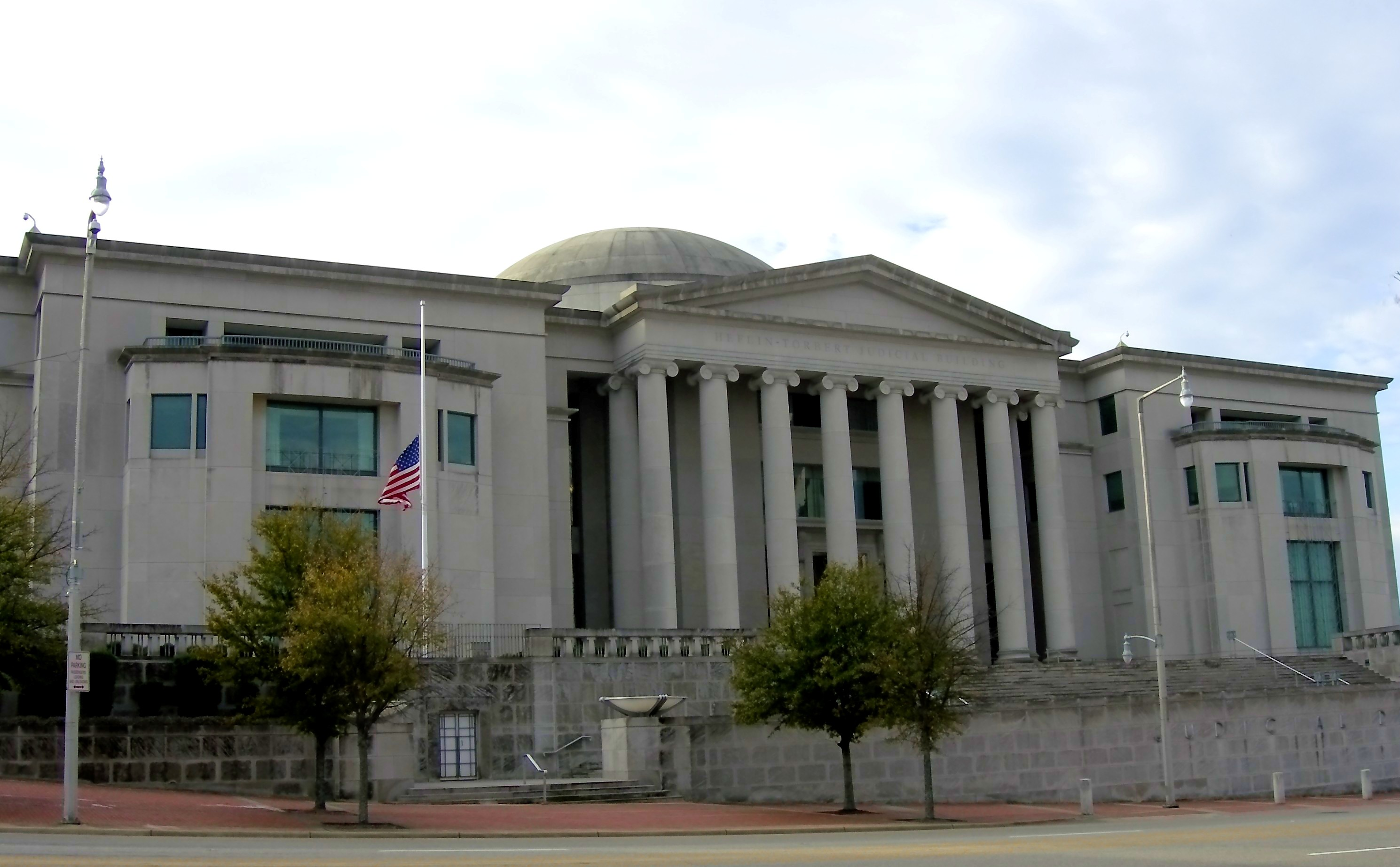
La.

Le pouvoir judiciaire est chargé de l'application des lois et de l'interprétation de la Constitution et de l'application de celle-ci lors de cas criminels et/ou civils dans l'État. Il est composé des tribunaux suivants :
- cour suprême de l'Alabama, la Cour suprême d'État ;
- cour d'appel civile de l'Alabama ;
- cour d'appel criminel de l'Alabama ;
- bureau d'administration des cours de l'Alabama (tribunal de la famille, cours municipales et cours spécialisés).
- commission des grâces et des libérations conditionnelles, désignée par le gouverneur. Ce dernier conserve le droit de commuer une peine capitale.

Au niveau du système judiciaire fédéral, l'Alabama compte trois cours de district et dépend du 11e circuit d'appel.

### Politique nationale
| Année                                                                                         | Républicain       | Démocrate       | Vainqueur               |
| --------------------------------------------------------------------------------------------- | ----------------- | --------------- | ----------------------- |
| 1960                                                                                          | 42,16 % 237 981   | 56,39 % 318 303 | John Fitzgerald Kennedy |
| 1964                                                                                          | 69,45 % 479 085   | 30,55 % 210 732 | Barry Goldwater         |
| 1968*                                                                                         | 13,99 % 146 923   | 18,72 % 196 579 | George Wallace          |
| 1972                                                                                          | 72,43 % 728 701   | 25,54 % 256 923 | Richard Nixon           |
| 1976                                                                                          | 42,61 % 504 070   | 55,73 % 659 170 | Jimmy Carter            |
| 1980                                                                                          | 48,75 % 654 192   | 47,45 % 636 730 | Ronald Reagan           |
| 1984                                                                                          | 60,54 % 872 849   | 38,28 % 551 899 | Ronald Reagan           |
| 1988                                                                                          | 59,17 % 815 576   | 39,86 % 549 506 | George Bush             |
| 1992                                                                                          | 47,65 % 804 283   | 40,88 % 690 080 | George Bush             |
| 1996                                                                                          | 50,12 % 769 044   | 43,16 % 662 165 | Bob Dole                |
| 2000                                                                                          | 56,47 % 944 409   | 41,59 % 695 602 | George W. Bush          |
| 2004                                                                                          | 62,46 % 1 176 394 | 36,84 % 693 933 | George W. Bush          |
| 2008                                                                                          | 60,32 % 1 266 546 | 38,80 % 813 479 | John McCain             |
| 2012                                                                                          | 60,70 % 1 245 221 | 38,40 % 787 027 | Mitt Romney             |
| 2016                                                                                          | 62,09 % 1 318 255 | 34,36 % 729 547 | Donald Trump            |
| 2020                                                                                          | 62,03 % 1 441 170 | 36,57 % 849 624 | Donald Trump            |
| 2024                                                                                          | 64,57 % 1 462 616 | 34,10 % 772 412 | Donald Trump            |
| *État gagné par George Wallace de l'American Independent Party, à 65,86 %, soit 691 425 votes |                   |                 |                         |

De 1876 jusqu'à 1956, l'Alabama fut l'un des bastions du parti démocrate mais le soutien des chefs nationaux de ce dernier aux droits civiques, à partir des années 1960, a remis en cause cette prépondérance, au moins au niveau national.
Jusqu'à l'élection présidentielle de 1964, l'Alabama n'avait jamais voté pour des candidats républicains. Dans les années 1930 et 40, l'État avait toujours accordé plus de 80 % de ses suffrages au démocrate Franklin Delano Roosevelt. En 1948, 79 % des électeurs avaient cependant choisi Strom Thurmond, le candidat démocrate dissident (Dixiecrat).
En 1960, les démocrates remportèrent l'État mais John Fitzgerald Kennedy ne remporta que 6 des 11 grands électeurs de l'État, les autres refusant de choisir entre les candidats républicain et démocrate et votant pour protester comme Unpledged elector pour Harry Byrd Sr., sénateur influent de Virginie, démocrate et ségrégationniste, qui n'était pourtant pas candidat.
À l'élection présidentielle de 1964, les électeurs de l'Alabama votèrent à 69 % pour le républicain conservateur Barry Goldwater pour protester contre les droits civiques mis en place par le président démocrate Lyndon B. Johnson.
Lors des élections présidentielles de 1968, les électeurs de l'État confirmèrent leur hostilité à l'évolution nationale du Parti démocrate en votant à 65 % pour le « Dixiecrat » ségrégationniste George Wallace, candidat sous l'étiquette de l'American Independent Party et gouverneur de l'État, face au républicain Richard Nixon et au démocrate Hubert Humphrey. À l'élection de 1976, Jimmy Carter, gouverneur de l'État voisin de Géorgie, est le dernier démocrate à avoir gagné en Alabama lors d'une élection présidentielle.
Depuis 1980, les électeurs alabamiens conservateurs votent de plus en plus pour les candidats républicains au niveau fédéral mais localement, les démocrates restent encore majoritaires, tant en termes de fonctions électives détenues qu'en termes de préférences politiques affirmées par les habitants de l'Alabama.
En 2004, le républicain George W. Bush remporta les 9 grands électeurs d'Alabama avec 62,5 % des voix contre 36,84 % au démocrate John Kerry. Les onze comtés ayant voté pour ce dernier furent ceux de la Black Belt, où les Afro-Américains représentent la majorité de la population.
Alors qu'en 2008, le républicain John McCain remporta l'État avec 60,4 % des suffrages contre 38,8 % au démocrate Barack Obama, finalement élu à l'échelle nationale. En 2012, Mitt Romney remporte l'État avec 61 % des voix face à Barack Obama 38 %.
Au niveau fédéral, lors du 115e congrès (2015-2017), les deux sénateurs représentant l'Alabama sont Jefferson B. Sessions III et Richard C. Shelby, tous deux républicains. À la Chambre des représentants des États-Unis, l'État est représenté par sept membres dont six sont républicains : (Martha Roby, Mike D. Rogers, Robert Aderholt, Spencer Bachus, Gary Palmer) et Bradley Byrne. Le seul représentant démocrate est Terri Sewell.
En 2016, le républicain Donald Trump remporte l'État avec 62,1 % des voix, contre 34,4 % pour son adversaire démocrate Hillary Clinton.

#### Représentation fédérale
Lors de la 115e législature du Congrès (2017-2019), l'Alabama est représentée à la Chambre des représentants par six républicains et une démocrate, ainsi que par le républicain Richard Shelby et le démocrate Doug Jones au Sénat.

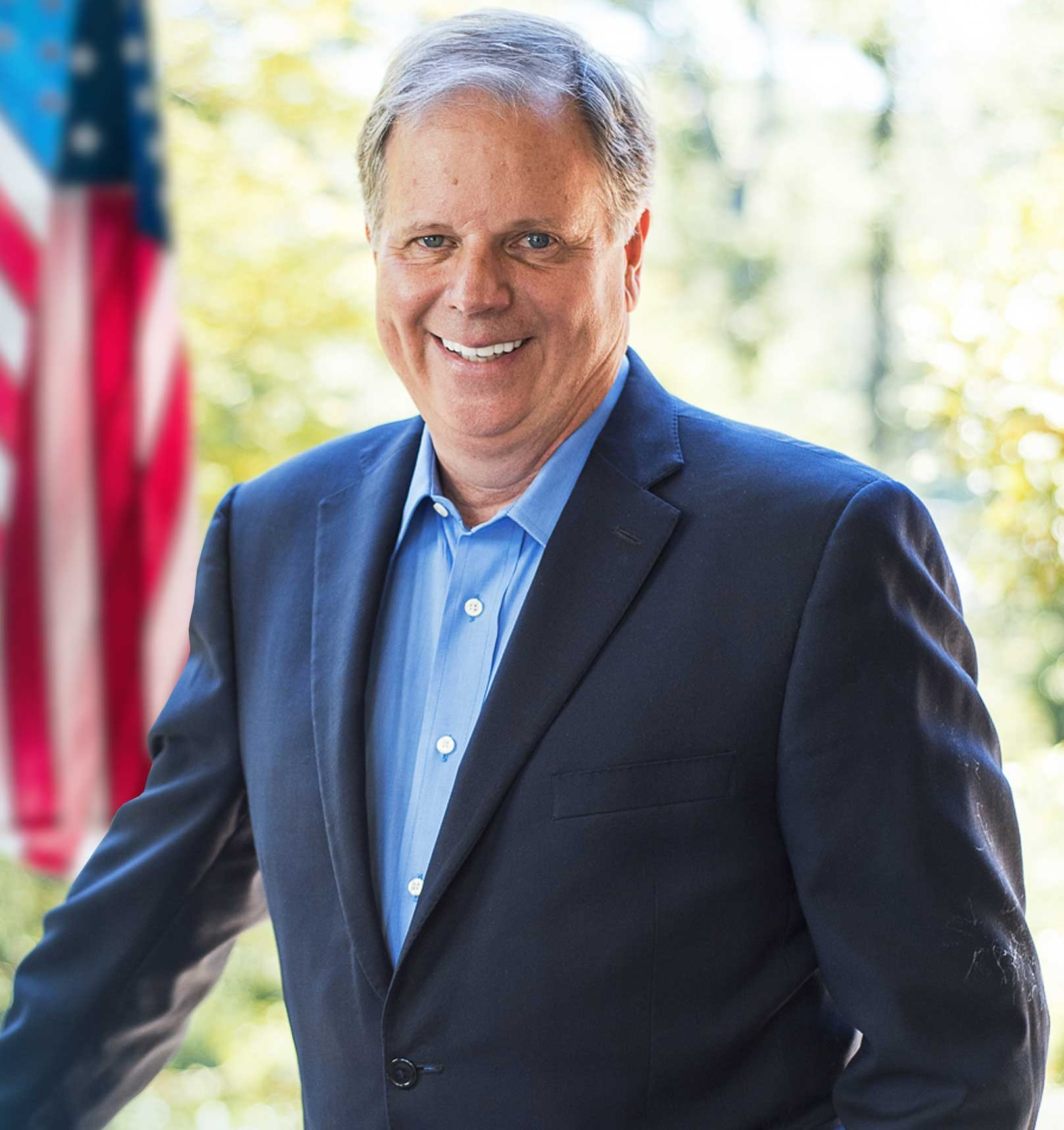
Doug Jones, sénateur de 2018 à 2021.
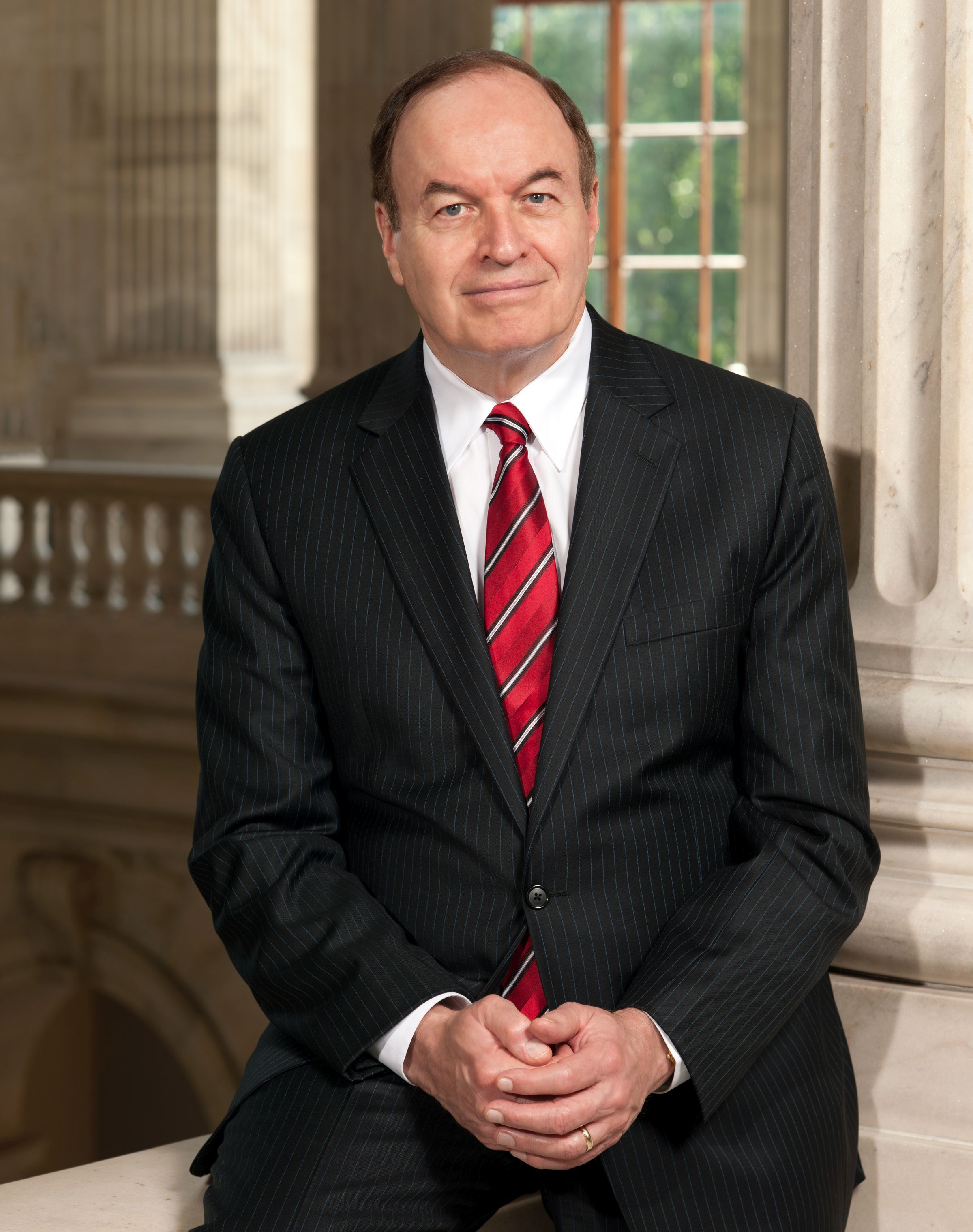
Richard Shelby, sénateur de 1987 à 2023.

## Culture

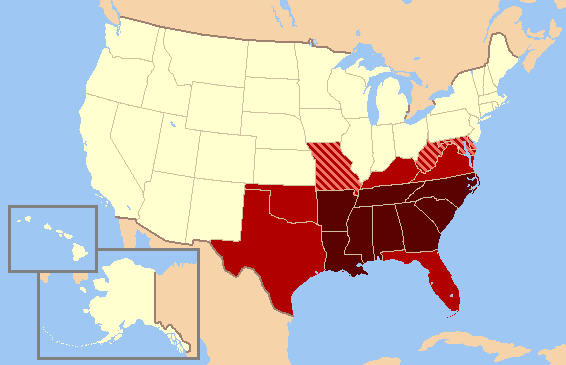
L'Alabama est un des États qui fait partie de la culture dixie. Ici, la carte des États de culture dixie.

L'Alabama est de culture Dixie, son surnom est Heart of Dixie.

### Sites culturels
- Alabama Shakespeare Festival
- Alabama Symphony Orchestra
- The Alabama Theatre
- Birmingham Astronomical Society
- Birmingham Civil Rights Institute
- Birmingham Museum of Art
- McWane Science Center
- Old State Bank
- Old St. Stephens
- Rhea-McEntire House
- USS Alabama (BB-60)
- U.S. Space & Rocket Center/U.S. Space Camp Huntsville
- Vulcan Park

### Évènements
- Alabama Jubilee Hot Air Balloon Classic
- Alabama Sports Festival
- Bayfest, festival de musique de Mobile
- Big Spring Jam
- City Stages, Festival de musique de Birmingham
- LendingTree Bowl
- Jubilee City Fest, Montgomery
- Mardi Gras, à Mobile
- Mobile Bay Jubilee
- National Peanut Festival
- Papajohns.com Bowl (anciennement le Birmingham Bowl)
- Regions Charity Classic (anciennement le Bruno's Memorial Classic)

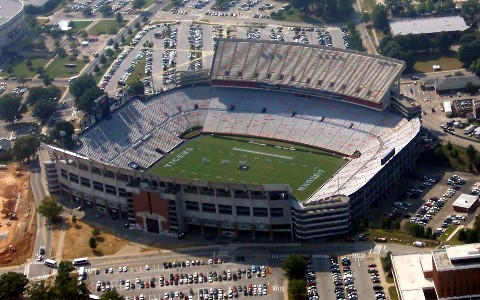
Le Jordan-Hare Stadium.

- Senior Bowl
- Sidewalk Moving Picture Festival
- Spirit of America Festival

### Stades, salles de spectacle
- Amerikamura, Montevallo
- Birmingham Jefferson Convention Complex, Birmingham
- Bryant-Denny Stadium, Tuscaloosa
- Alys Robinson Stephens Performing Arts Center (Home of the Alabama Symphony Orchestra), Birmingham
- Celebration Arena, Priceville
- Fair Park Arena, Birmingham
- Hank Aaron Stadium, Mobile
- Joe W. Davis Stadium, Huntsville
- Jordan-Hare Stadium, Auburn
- Ladd Peebles Stadium, Mobile
- Legion Field, Birmingham
- McWane Science Center, Birmingham
- Mitchell Center, Mobile
- Mobile Convention Center, Mobile
- Mobile Civic Center, Mobile
- Montgomery Riverwalk Stadium, Montgomery
- Movie Gallery Veterans Stadium, Troy
- Paul Snow Stadium, Jacksonville
- Point Mallard Aquatic Center, Decatur
- Regions Park, Hoover
- Rickwood Field, Birmingham
- Robert Trent Jones Golf Trail
- Talladega Superspeedway et le Temple international de la renommée du sport automobile
- Von Braun Center, Huntsville

### Sports professionnels
| Club                    | Sport              | Ligue                                 |
| ----------------------- | ------------------ | ------------------------------------- |
| Barons de Birmingham    | Baseball           | Southern League                       |
| Stars de Huntsville     | Baseball           | Southern League                       |
| Mobile BayBears         | Baseball           | Southern League                       |
| Montgomery Biscuits     | Baseball           | Southern League                       |
| Huntsville Havoc        | Hockey sur glace   | Southern Professional Hockey League   |
| Alabama Renegades       | Football américain | National Women's Football Association |
| Tennessee Valley Vipers | Arena football     | af2                                   |

| Club                                         | Sport              | Ligue                             |
| -------------------------------------------- | ------------------ | --------------------------------- |
| Alabama Steeldogs (opérations suspendues)    | Arena football     | af2                               |
| Alabama Hawks (Huntsville) (n'existe plus)   | Football américain | Continental Football League       |
| Stallions de Birmingham (n'existe plus)      | Football américain | United States Football League     |
| Birmingham Americans/Vulcans (n'existe plus) | Football américain | World Football League             |
| Barracudas de Birmingham (n'existe plus)     | Football canadien  | Ligue canadienne de football      |
| Birmingham Fire (n'existe plus)              | Football américain | World League of American Football |
| Birmingham Thunderbolts (n'existe plus)      | Football américain | XFL                               |
| Bulls de Birmingham (n'existe plus)          | Hockey sur glace   | Association mondiale de hockey    |
| Blast de Huntsville (déplacé)                | Hockey sur glace   | East Coast Hockey League          |
| Channel Cats de Huntsville (n'existe plus)   | Hockey sur glace   | Ligue centrale de hockey          |
| Birmingham Magicians (n'existe plus)         | Basket-ball        | American Basketball Association   |
| Huntsville Flight (déplacé)                  | Basket-ball        | NBDL                              |
| Revelers de Mobile (n'existe plus)           | Basket-ball        | NBDL                              |
| Southern Alabama Bounce (n'existe plus)      | Basket-ball        | American Basketball Association   |

- Sport automobile : Le Talladega Superspeedway est le plus grand ovale de la Nascar, l'enceinte reçoit deux courses par an.

### Sports universitaires
L'Alabama a une forte culture de sport universitaire et ces équipes font partie de l'élite de la NCAA notamment en football américain.
- Crimson Tide de l'Alabama : champion universitaire de football américain 16 fois (1925, 1926, 1930, 1934, 1941, 1961, 1964, 1965, 1973, 1978, 1979, 1992, 2009, 2011, 2012, 2015)
- Tigers d'Auburn : champion universitaire de football américain 3 fois (1913, 1957, 2010)
- Jaguars de South Alabama
- Trojans de Troy
- Blazers de l'UAB

### Musique
John Coltrane enregistre en 1963 un thème célèbre, Alabama, en soutien aux mouvements sociaux antiségrégationnistes.
Le groupe de rock Lynyrd Skynyrd a composé la célèbre chanson Sweet Home Alabama, chanson controversée qui vante la beauté de la région mais évoque aussi en termes ambigus le gouverneur George Wallace, ségrégationniste convaincu. Cette chanson a été écrite en réponse à deux chansons de Neil Young qui avait chanté Southern Man (dans l'album After the Gold Rush) et Alabama (dans l'album Harvest) qui critiquait les mœurs racistes de cette région : « See the old folks, tied in white ropes… ». Le chanteur/rappeur Yelawolf qui, lui aussi provient de l'Alabama ne cesse de faire référence à sa ville natale dans plusieurs de ses chansons.